# Colonia Claudia Ara Agrippinensium
Colonia Claudia Ara Agrippinensium (abrégé en Agrippina dans les textes latins) est une colonie romaine capitale de la Germanie inférieure, l'actuelle ville de Cologne (Köln, en allemand), en Allemagne.

## Histoire

### Oppidum Ubiorum

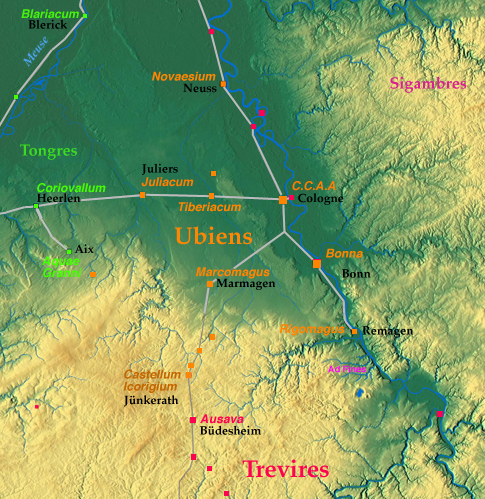
Topographie autour de CCAA, chaussées romaines, Limes et des Ubiens - proximité des Tongres et des Trévires - au-delà du Rhin, en Germanie : les Sigambres.

En l'an 57 av. J.-C., Jules César, vainqueur de la Guerre des Gaules, occupa tous les territoires jusqu’au Rhin : il fit construire un pont de bois provisoire à Neuwied, permettant à ses troupes de pénétrer sur la rive droite pendant 18 jours. Le soulèvement des Éburons sous Ambiorix, en l'an 54 av. J.-C. fut difficilement réprimé l’année suivante, et la tribu, qui vivait sur la rive gauche du Rhin, entre la Meuse, le Rhin et les Ardennes, fut complètement exterminée par César. Pendant les combats contre les Éburons, César reçut l'aide de la tribu germanique des Ubiens qui peuplait la rive droite du Rhin, et dont quelques guerriers lui servirent d’éclaireurs.
Tacite rapporte que les Ubiens se soumirent à Agrippa, jeune général commandant les troupes romaines en Gaule sous le Consulat d'Octave (futur Auguste). D’autres rapports parlent d’un traité d’alliance que les Ubiens auraient conclu avec les Romains, qui leur accordait de vastes territoires sur la rive gauche du Rhin. On estime généralement l’année de la fondation d'Oppidum Ubiorum par Agrippa, en l'an 38 av. J.-C.

### Ara Ubiorum, l'autel des Ubiens
En effet, Agrippa se rendit deux fois en Rhénanie : en l'an 39 ou 38 av. J.-C. et en l'an 20 ou 19 av. J.-C. Cette ville au tracé géométrique se situait à l'abri des inondations du fleuve. Capitale des Ubiens, elle servit également aux Romains de garnison, de port fluvial et de centre religieux. Tout comme à Lyon en Gaule, un autel (en latin ara) fut érigé, après quoi la ville fut également appelée Ara Ubiorum.
Agrippa épousa en l'an 21 av. J.-C. Julia, fille d'Auguste, dont il eut une fille Agrippine l'aînée, en l'an 14 av. J.-C., et mourut à Capoue en l'an 12 av. J.-C. L'expansion romaine sur la rive droite du Rhin fut conduite de l'an 13 à 9 av. J.-C. par Drusus gendre d'Auguste, puis par Tibère de l'an 9 av. J.-C. à 6 apr. J.-C., puis par Varus. Les légions de Varus furent dramatiquement exterminées par les Chérusques commandés par Arminius à la bataille de Teutoburg en l'an 9 apr. J.-C.
Germanicus, fils de Drusus, frère du futur empereur Claude et mari d'Agrippine l'aînée devint général en Gaule et en Germanie en l'an 13 apr. J.-C. ; il résida à Ara Ubiorum où naquit en l'an 15 ou 16 apr. J.-C. sa fille Agrippine la Jeune, future épouse de l'empereur Claude et future mère de Néron. Il conduisit plusieurs expéditions punitives contre les Chérusques et captura l'épouse d'Arminius en l'an 16 apr. J.-C.

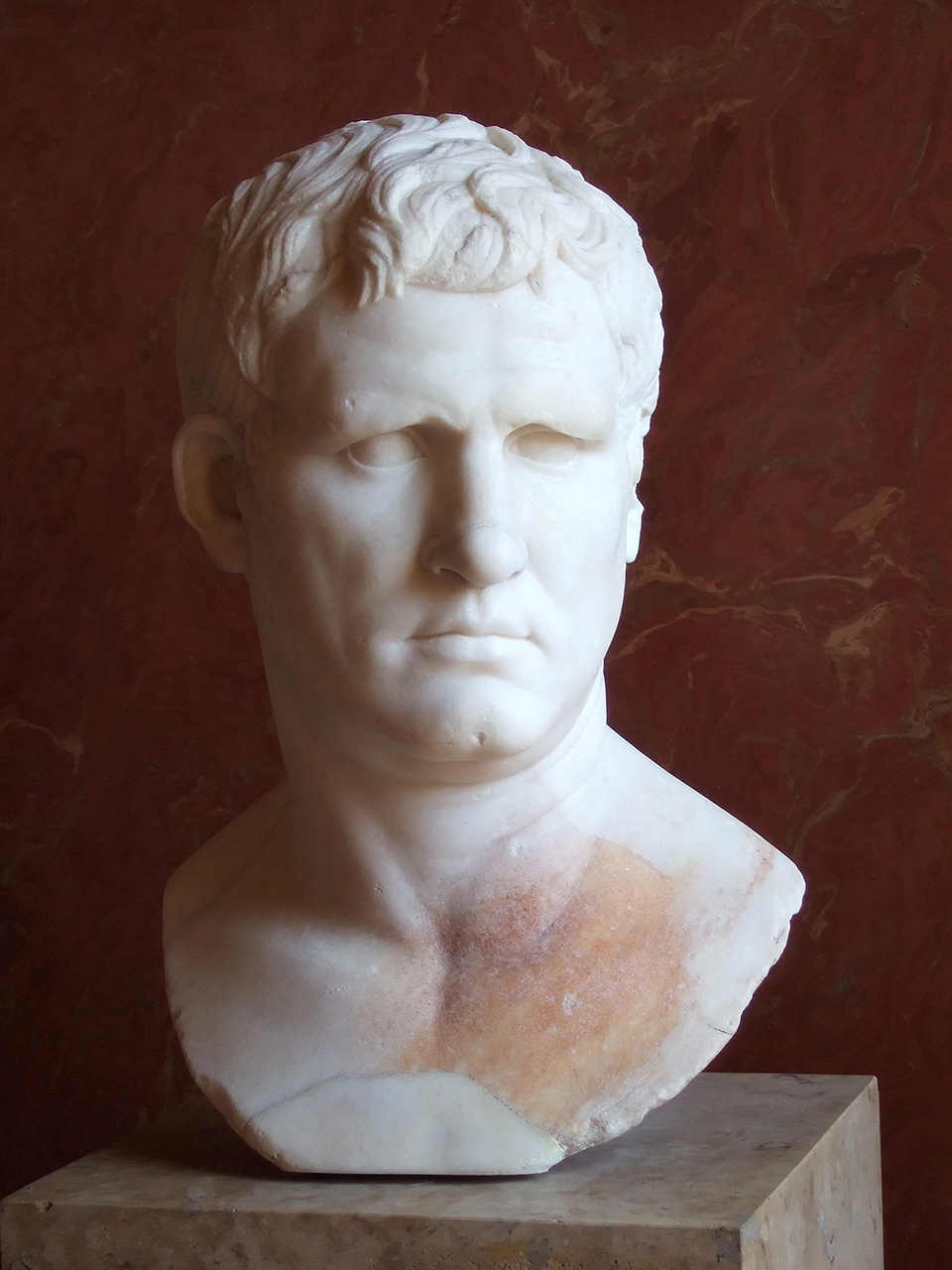
Marcus Vipsanius Agrippa, vers -25
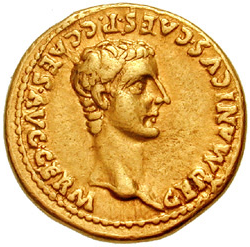
Aureus de Germanicus, 40
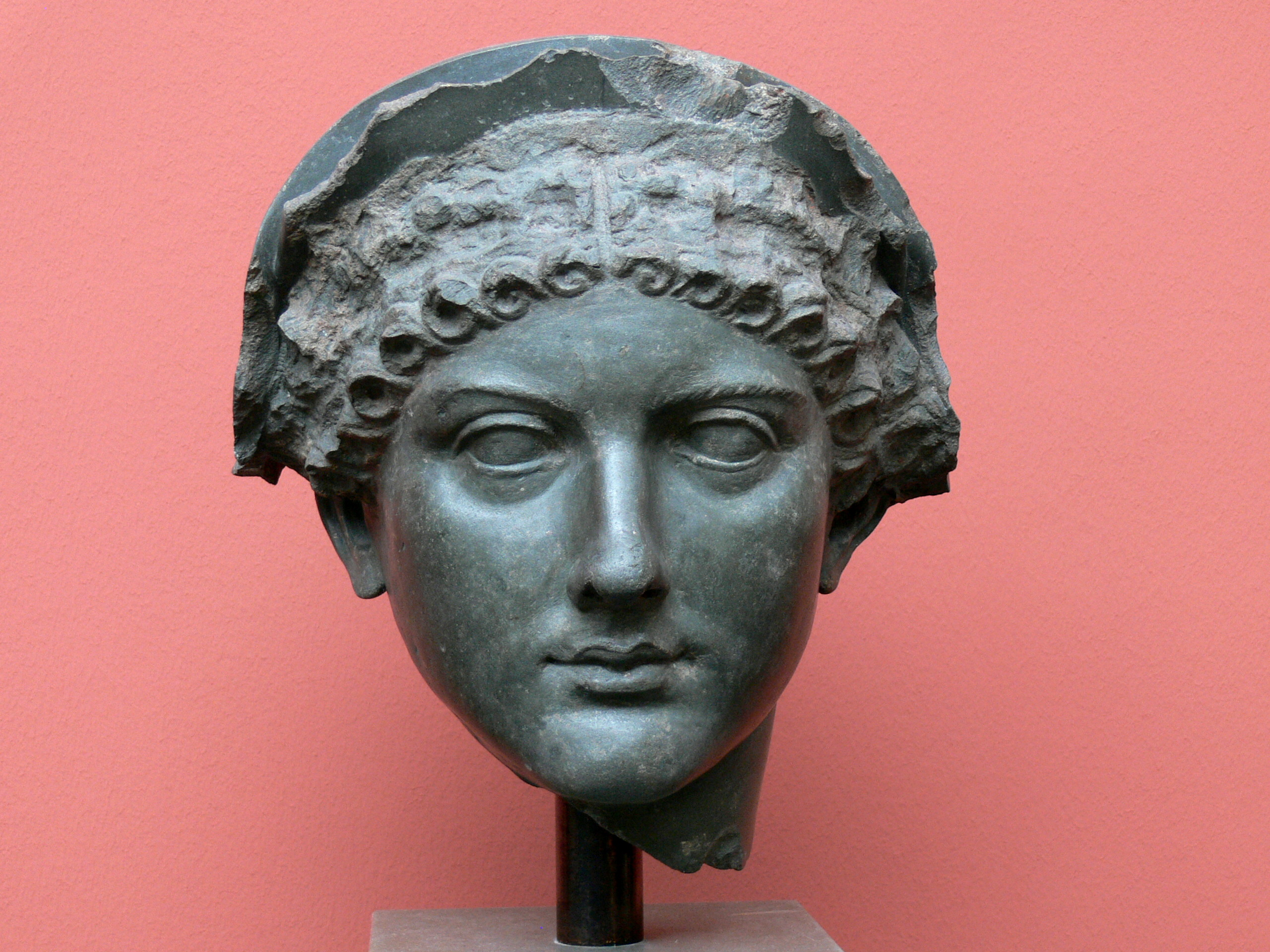
Agrippine la Jeune, 54-68
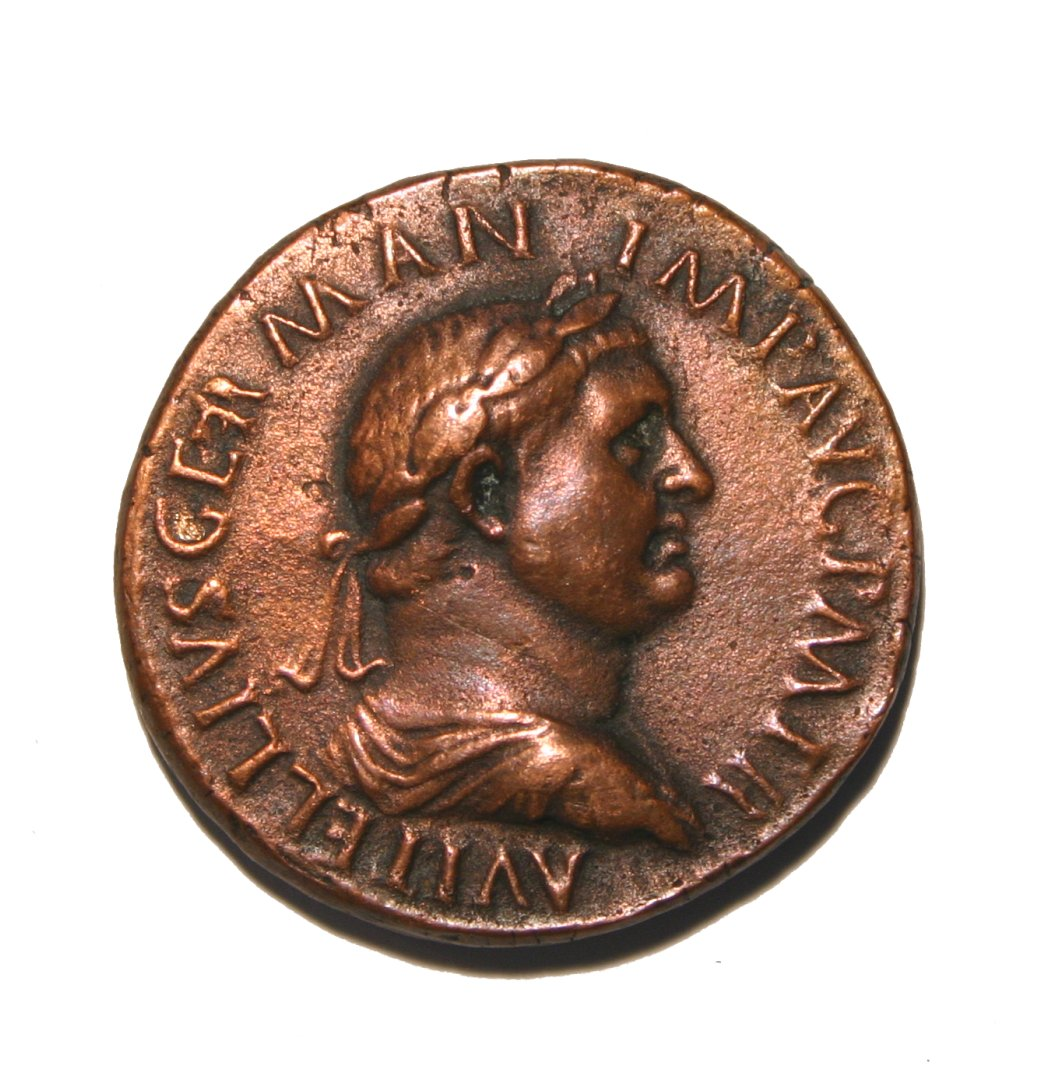
Sesterce d'Aulus Vitellius, 69

### Colonia Claudia Ara Agrippinensium, CCAA
Après que Rome a abandonné, en l'an 17 apr. J.-C., son projet de conquérir la Germanie à l'est du Rhin, Ara Ubiorum, ville romaine frontalière se développa rapidement. Grâce à l'influence d'Agrippine la Jeune, Ara Ubiorum obtint le statut de colonie romaine en l'an 50 et prit le nom de Colonia Claudia Ara Agrippinensium, en abrégé CCAA. Ce nom signifie qu'il s'agit d'une ville de droit romain (Colonia), créée sous le règne de l'empereur Claude (Claudia), à l'emplacement de l'autel des Ubiens (Ara ubiorum), par la volonté d'Agrippine (Agrippinensium). Parmi les colonies romaines, seule Cologne a conservé aujourd'hui ce nom évocateur et significatif du plus haut rang juridique d'une cité romaine.
On construisit un mur fortifié épais en moyenne de 2,5 mètres, haut de 8 mètres et comportant 19 tours rondes dont l'une, datant du IIIe siècle, est parfaitement conservée, et neuf portes furent peut-être en partie commencées dès le Ier siècle ; la construction des fortifications ne fut probablement terminée qu'au IIIe siècle. En l'an 68, année de la mort de Néron et de la terrible crise qui eut lieu à cette occasion, les Bataves et les tribus alliées assiégèrent la ville et obtinrent d'abord la reddition de la population – mais les habitants refusèrent de détruire les fortifications comme on l'exigeait et reprirent le combat avec l'aide des Romains.

### CCAA, capitale de laGermanie inférieure

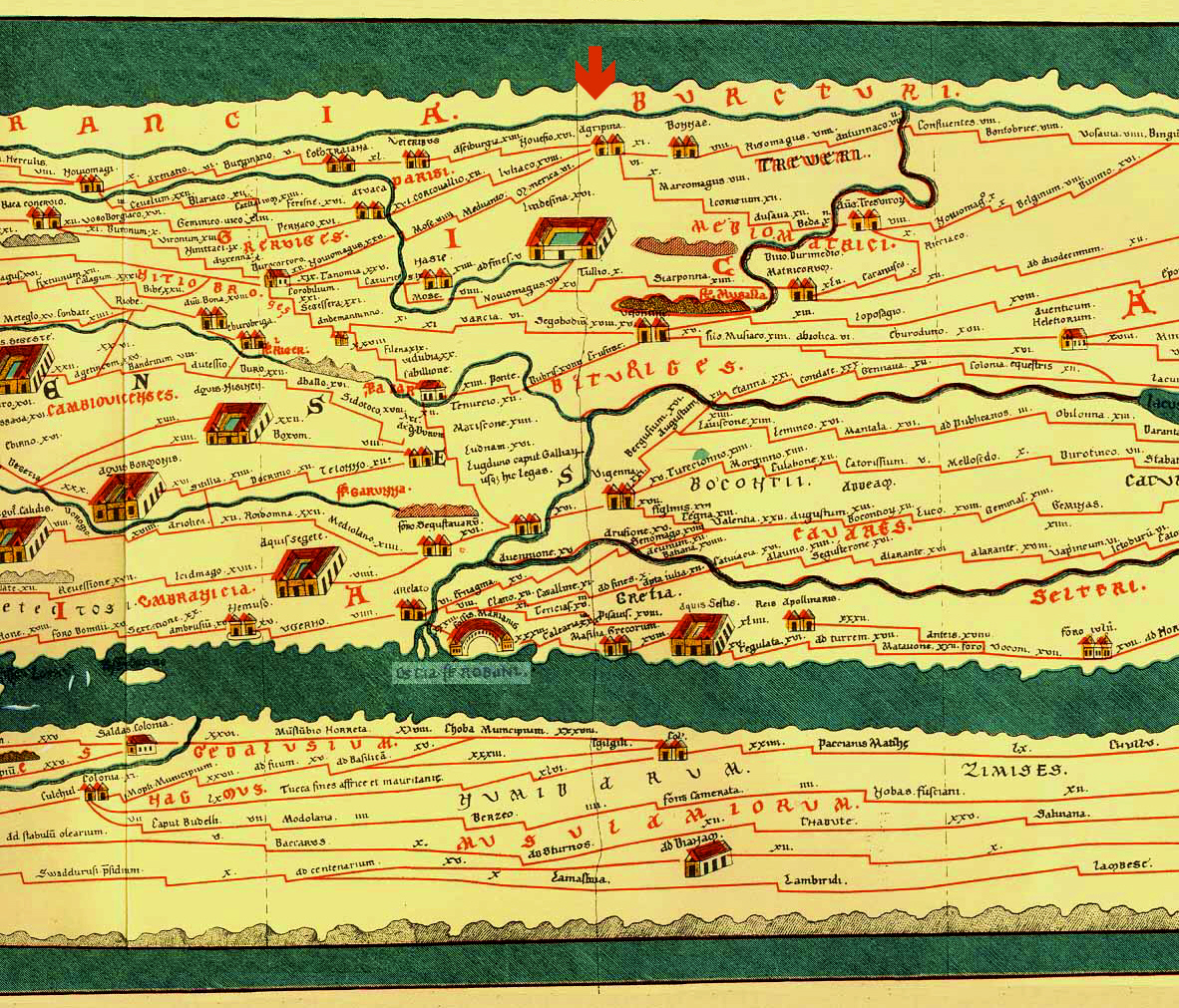
CCAA nommée Agrippina sur la Table de Peutinger 1887/88.

Comme à partir de l'an 81 la région militaire autour de Cologne fut élevée au rang de province romaine, la Germanie Inférieure, CCAA reçut en l'an 89 le statut de capitale de province. À cette époque l'approvisionnement en eau de la ville fut amélioré grâce à l'un des aqueducs les plus longs de l'empire romain qui amenait l'eau de l'Eifel.
Le règne de Trajan, commencé en l'an 98, marque le début d'une période faste pour tout l'empire romain ; aussi CCAA, grâce à un siècle et demi de paix sans interruption, connut-elle un développement économique et architectural. C'est ainsi que vers 180 un nouveau prétoire fut édifié pour l'administration de la province. Les restes des murs de fondation ont été mis au jour en 1953 lors de la construction du Spanischer Bau de l'actuel hôtel de ville. Les objets manufacturés de Cologne, surtout le verre et la céramique, étaient expédiés dans tout l'empire romain et au-delà.

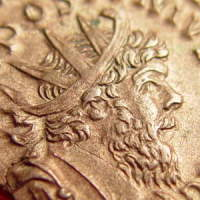
Postumus.

Dans les années 259/60, le commandant militaire Postumus affronta Saloninus, le fils de l'empereur Gallien, et fut proclamé empereur des Gaules par les troupes révoltées de la frontière. Postumus conquit CCAA et tua Saloninus. Cologne devint alors la capitale du nouvel empire auquel appartinrent la Gaule, l'Espagne (un certain temps) et probablement aussi la Bretagne (l'actuelle Angleterre). Ce n'est qu'en 274 que la reconquête par l'empereur Aurélien mit fin à cet empire séparé, qui avait été provisoirement un temps glorieux pour CCAA. Des monnaies d'or de très bonne qualité à l'effigie de Postumus caractérisent cette époque à Cologne. En 276, Cologne fut attaquée par plusieurs peuples germains à l'occasion de l'invasion des Champs Décumates par les Alamans en 259.

### Castellum Divitia
Aussi, pour protéger la ville, l'empereur Constantin Ier ordonna-t-il en 310 la construction de Castellum Divitia sur la rive droite du Rhin (Kastell Deutz) qui, en outre, fut relié à la ville par la construction du premier pont permanent en bois sur le Rhin.

COLONIA CLAUDIA ARA AGRIPPINENSIUM - Reconstitution de la ville dans l'Antiquité. Musée romain-germanique de Cologne.

Le nombre d'habitants de Cologne est estimé par approximation à environ 15 000 personnes aux IIIe et IVe siècles, outre environ 5 000 dans le proche voisinage. Il régnait une grande diversité de religions et de cultes ; c'est ainsi que des dieux et des déesses germaniques et d'autres religions de l'Empire romain étaient aussi honorés à côté des divinités romaines primitives. En 1882, par exemple, une figure d'Isis était retrouvée dans le mur nord de l'église Sainte-Ursule; au Musée romain-germanique, on peut voir d'autres trouvailles, par exemple pour les déesses-mères montrées le plus souvent par trois (les matrones). Le culte de Mithra, lui aussi, était particulièrement populaire à Cologne.

### La communauté juive
Après la destruction du temple juif à Jérusalem et la dispersion consécutive des Juifs (la Diaspora), on trouve aussi à Cologne des preuves de l'existence d'une communauté juive. En 321 l'empereur Constantin autorisa l'établissement d'une communauté juive jouissant de toutes les libertés des citoyens romains. Bien qu'on sache peu de choses sur l'emplacement de cette communauté à Cologne - on suppose qu'elle était établie à proximité de la porte de Mars, à l'intérieur de l'enceinte urbaine - la communauté de Cologne la plus ancienne communauté dont la présence a été prouvée en Allemagne.

### La communauté chrétienne

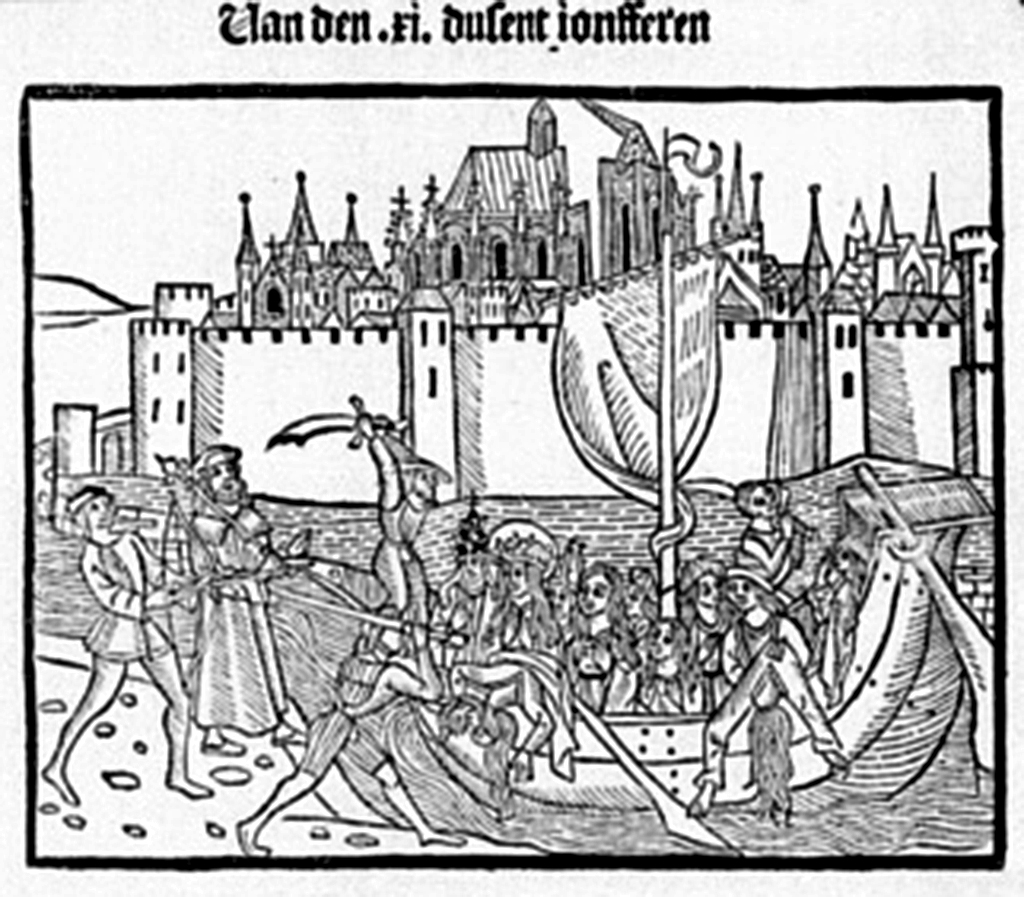
Comment on se représentait au Moyen Âge le martyre de sainte Ursule.

Une communauté chrétienne est attestée dès le début du IVe siècle à Cologne, Materne est considéré comme le premier évêque connu de Cologne, en 313 ; le premier témoignage écrit d'une église remonte à 355, mais son emplacement est inconnu. Une salle fut construite dans le cimetière du Nord là où suivant une légende plus tardive un groupe de jeunes filles chrétiennes auraient été victimes des dernières persécutions contre les chrétiens – c'est l'origine de ce qui devait être plus tard le culte de sainte Ursule et des onze mille Vierges.

### La fin de la souveraineté romaine
Depuis l'attaque de 274, Cologne était en proie aux assauts des Germains; c'est surtout les Francs qui faisaient pression sur le Rhin. À l'automne 355 ils réussirent à conquérir la ville et à la piller ; quelques mois plus tard, elle fut reconquise par l'empereur Julien. Mais, au début du Ve siècle, la fin de la domination de Rome se dessinait en Gaule et aussi en Germanie inférieure, même si Cologne était encore sortie relativement sans trop de dommages de la marche des Germains vers l'Ouest. Une courte reconquête par le magister militum de l'Empire d'Occident Flavius Aetius, entre 435 et 446, accompagne sa victoire sur le roi des Huns Attila (la poussée des Huns vers Cologne offrit de nouveaux matériaux légendaires à l'histoire de sainte Ursule). L'assassinat d'Aetius en 454 signifia la fin de la souveraineté romaine à Cologne ; les Francs conquirent la ville et en firent une viguerie.

## Topographie ancienne et structure urbaine
La topographie de l'ancienne CCAA différait de celle du centre-ville de la Cologne moderne. La disposition de la ville romaine peut, cependant, encore être partiellement comprise par l'observateur attentif dans le paysage urbain,. La Hohe Straße (nord-sud), une partie des Schildergasse, Breite Straße, Brückenstraße, Glocken- et Sternengasse et Agrippastraße (est-ouest) se trouvent superposées aux rues romaines, et de nombreuses es actuelles reprennent le tracé de l'enceinte romaine.

## Monuments et murs de la ville

### L'enceinte romaine de la ville

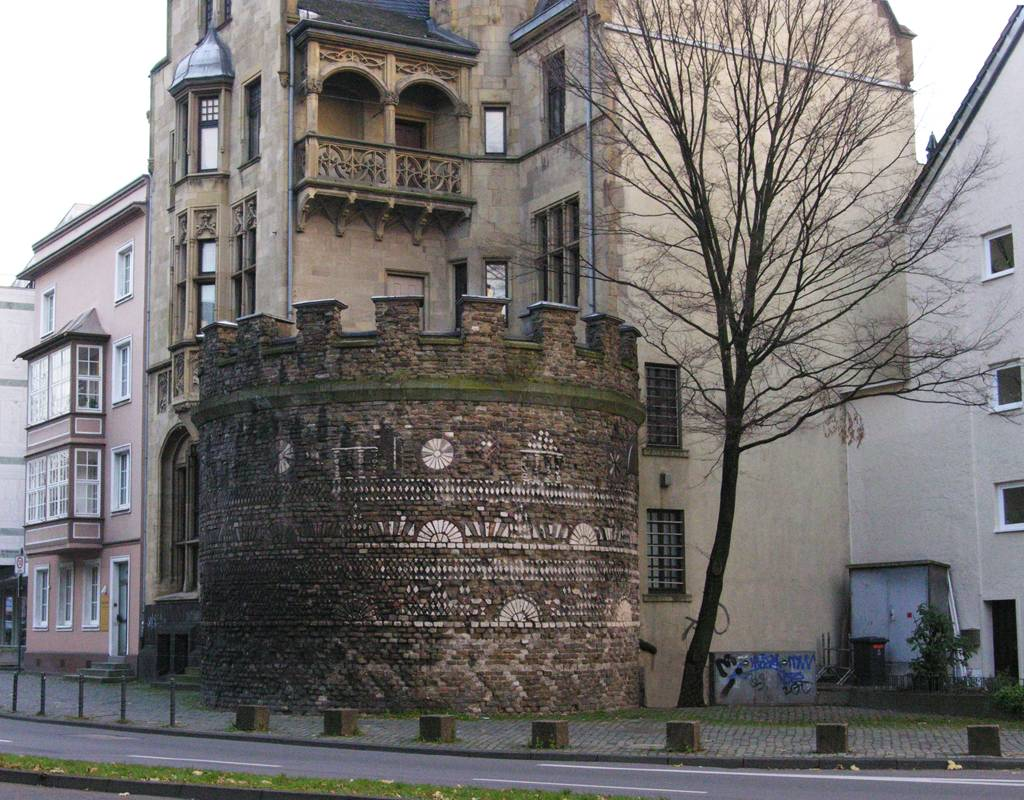
Le Römerturm, tour de l'enceinte romaine à l'angle nord-ouest de la cité.

L'enceinte romaine, construite en 70 apr. J.-C., était longue d'environ 4,5 km et comportait 21 tours et 9 portes.

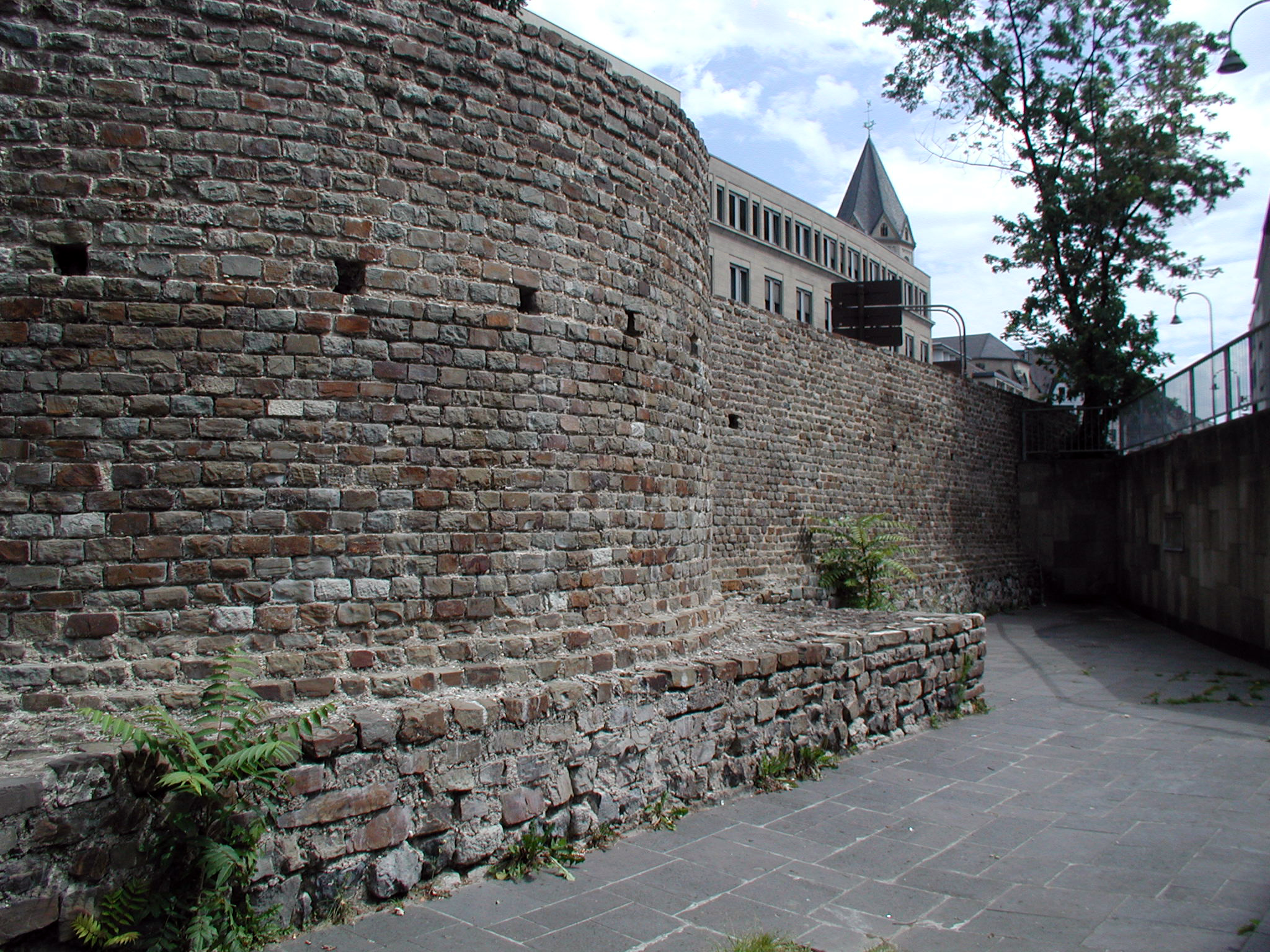
Vestige de l'enceinte nord

La ville était protégée par un mur d'enceinte dont les vestiges sont encore visibles à certains endroits. L'inscription CCAA de la porte nord du cardo maximus, juste à côté de la cathédrale de Cologne (aujourd'hui au musée romain-germanique), et la tour romaine du IIIe siècle sont remarquables.
L'érection du mur d'enceinte est le projet de construction le plus important jamais réalisé dans la CCAA. Elle a commencé avec l'élévation de l'oppidum en colonia et semble avoir été achevée en moins d'un quart de siècle. Les mesures logistiques nécessaires sont un exploit en soi : les pierres nécessaires ont dû être acheminées par voie d'eau sur une distance considérable, car il n'y a pas de gisements de pierre naturelle exploitables à proximité de la ville elle-même.
Le mur mesurait plus de 3,9 kilomètres de long et couvrait une superficie d'environ 97 hectares. Il a été conçu dans un concept uniforme, basé sur les conditions topographiques du site et a essentiellement repris les contours du plateau non inondable. Ce n'est que du côté est de la colonie qu'il s'enfonce profondément dans la rive inondable du fleuve (Rheinaue). L'enceinte de la ville a été renforcée par un total de 19 tours espacées de 77 à 158 m. La façade orientale du mur était particulière, puisque les tours y étaient totalement absentes. L'accès à l'intérieur de la ville était rendu possible par neuf portes, chacune avec sa propre conception. Devant le mur, sur les trois côtés de la ville, un fossé, qui mesurait jusqu'à 13 m de large et jusqu'à 3,30 m de profondeur, servait d'obstacle à l'approche de l'assaillant. Cependant, il semble avoir perdu progressivement cette fonction au cours du IIe siècle, en raison de l'extension de la zone habitée à l'extérieur des murs de la ville.
Les 19 tours - comme le mur lui-même - ont été développées selon un concept uniforme (appelé « type normal de Cologne »). L'ensemble reposait sur des dalles de fondation mesurant chacune 9,80 m × 9,80 m. La maçonnerie ascendante avait une épaisseur de 1,20 m à 1,30 m du côté de la ville et, du côté extérieur, son épaisseur était de 2,40 m à 2,50 m. La plus grande hauteur de tour prouvée était de 7 m au total, non compris 1,50 m de fondations.

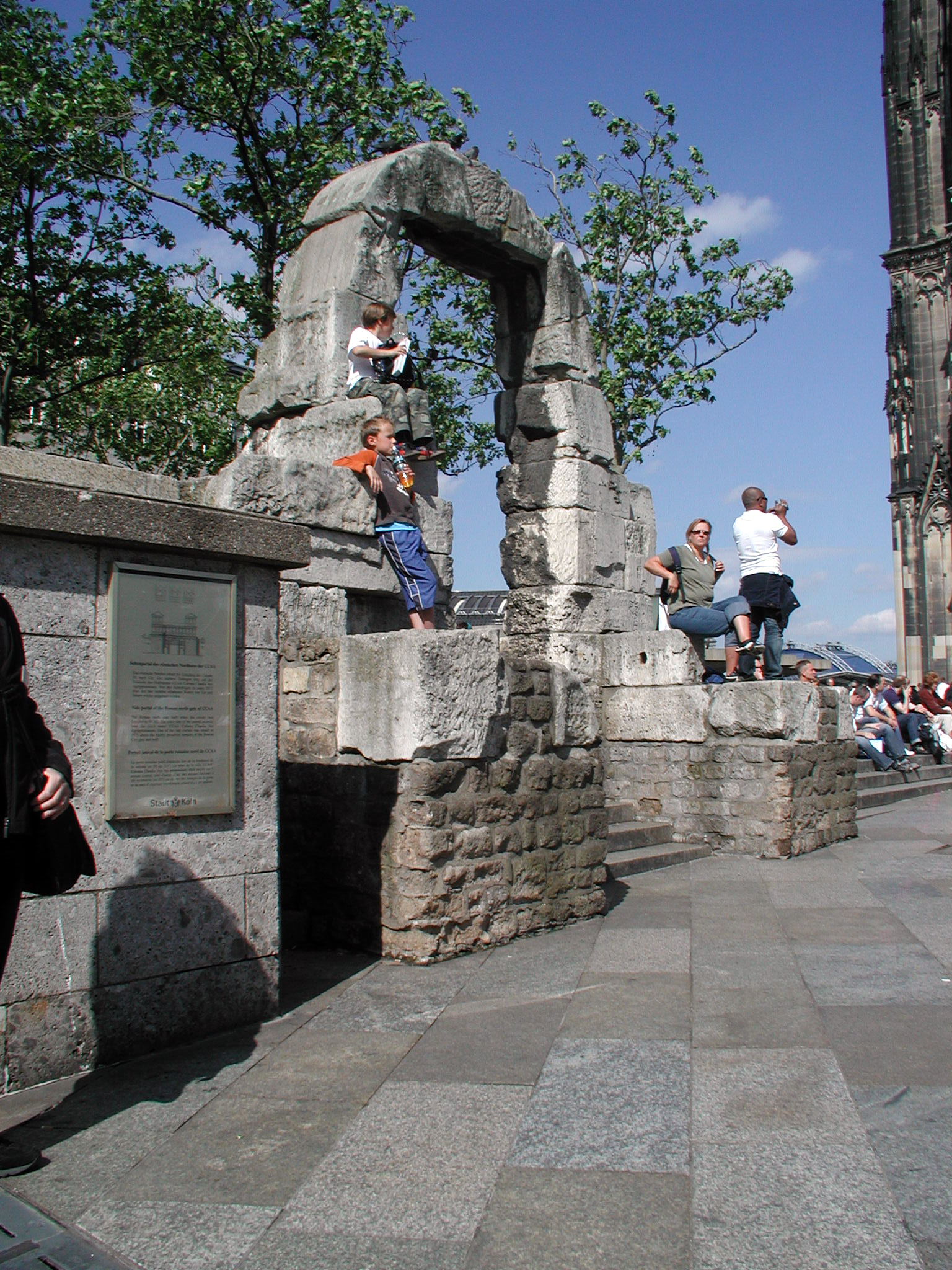
Porte nord partiellement reconstruite

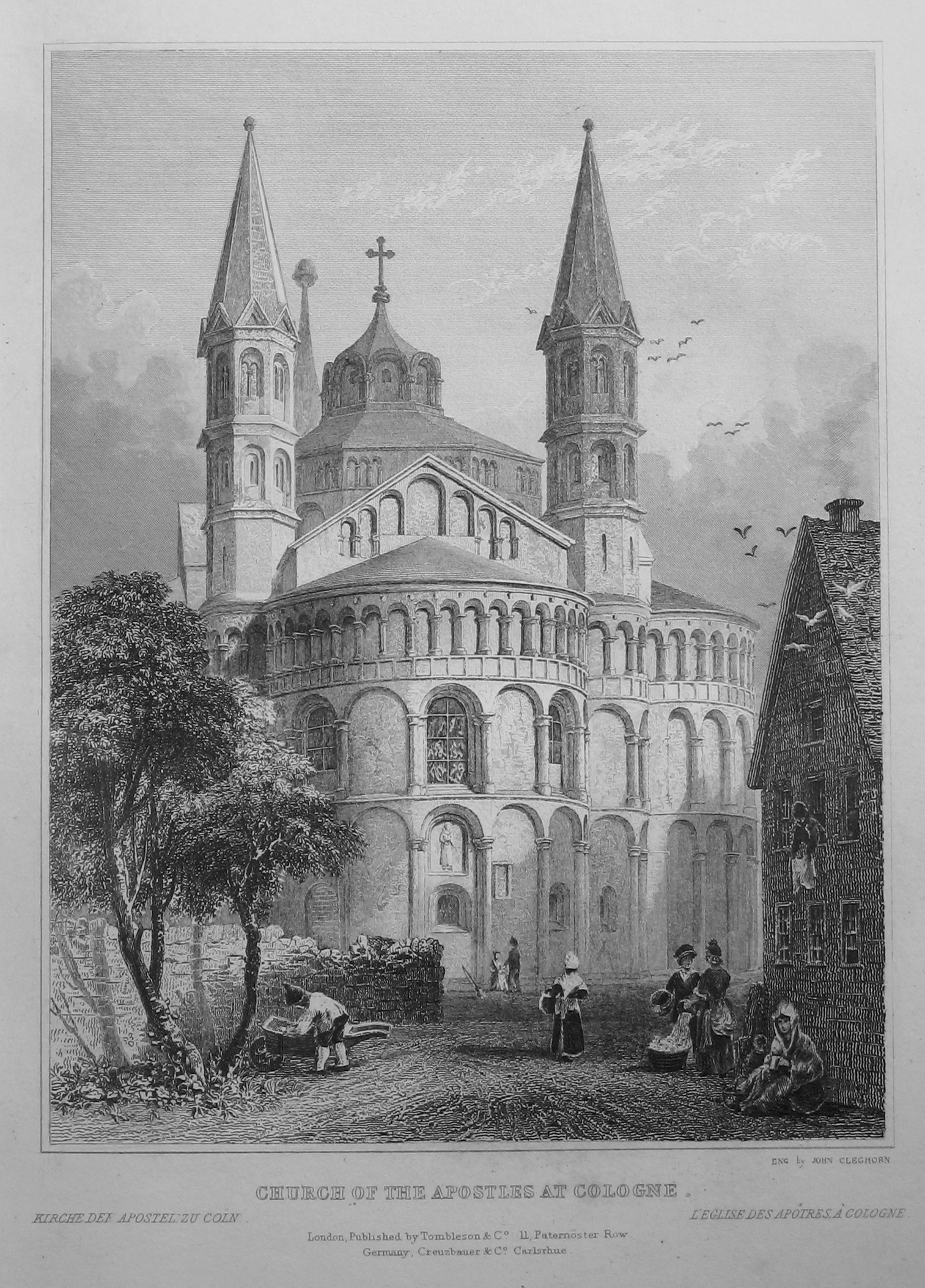
Église des Saints-Apôtres, Neumarkt, directement derrière le mur romain (gravure de 1830).

Au total, ce sont neuf portes (une du côté nord, trois à l'ouest, deux au sud et trois vers le Rhin du côté est) de différentes tailles et conceptions, qui ont été ouvertes dans l'enceinte de la ville. Les plus grandes portes, chacune pourvue de trois arches, étaient situées aux extrémités nord, ouest et sud du cardo maximus et du decumanus maximus. À ces endroits, les axes principaux de la ville fusionnait avec les voies romaines partant dans les différentes directions.
Au niveau de la porte ouest, le decumanus (Schildergasse) devenait une voie romaine, la Via Belgica ou Via Agrippinensis, qui reliait Cologne, Colonia Claudia Ara Agrippinensium à Bavay (Bagacum Nerviorum), par Juliers (Iuliacum), Heerlen (Coriovallum), Maastricht (Trajectum ad Mosam) et Tongres (Atuatuca Tungrorum).
L'ensemble de la fortification était construit en pierre naturelle liée au mortier. Le calcaire et le grès rouge ont été utilisés pour les systèmes de portes les plus représentatifs, le reste du matériau en pierre se composait d'environ 80 % de grauwacke, 5 % de basalte et 3 % de trachyte. Les 12 % restants étaient répartis en diverses autres roches.
Le relativement bon état de conservation de l'enceinte romaine est principalement dû au fait qu'elle n'a pas été victime du vol de pierre qui a touché la plupart des édifices romains pendant la période des migrations et au début du Moyen Âge. Elle était encore utilisée comme mur de défense et seule protection de la ville médiévale de Cologne jusqu'au XIe siècle. Son parcours est encore facilement lisible dans le paysage urbain moderne en raison des sections et fragments préservés et du tracé des rues. L'administration de la ville de Cologne a installé des marquages aux points les plus importants.
Dans le paysage urbain d'aujourd'hui, le tracé de l'enceinte romaine correspond essentiellement aux rues suivantes :
- d'est en ouest : Trankgasse → Komödienstraße → Zeughausstraße (ou Burgmauer) ;
- du nord au sud : St.-Apern-Straße → Gertrudenstraße → Neumarkt → Laachstraße → Clemensstraße → Mauritiussteinweg ;
- d'ouest en est : Rothgerberbach (ou Alte Mauer am Bach) → Blaubach → Mühlenbach → Malzmühle.

Les traces visibles des fortifications de la ville romaine, en les suivant depuis la cathédrale de Cologne en direction ouest, sont :
- des fragments de mur dans la salle du trésor de la cathédrale de Cologne et dans le parking souterrain de la cathédrale ainsi qu'un arc de la porte piétonne de la porte nord romaine directement à la cathédrale ;
- face à l'église Saint-André, entre Komödienstraße et Burgmauer, l'escalier rond en retrait d'un bâtiment moderne a la forme d'une tour sur les fondations de laquelle il a été érigé ;
- les ruines de la Tour Lysolph et un morceau de muraille se situent sur un îlot de circulation à l'intersection de Komödienstraße et Tunisstraße ;
- Römerbrunnen (la « fontaine romaine ») entre Burgmauer et Zeughausstraße, en face de la façade arrière du tribunal administratif. La fontaine a été construite à l'origine exactement sur les fondations d'une tour, mais reconstruite légèrement décalée après les dommages causés par les bombes pendant la Seconde Guerre mondiale. La colonne avec le symbole romain de la louve avec les jumeaux Romulus et Remus est restée à sa place d'origine et marque l'emplacement authentique de la tour ;
- dans le quartier Zeughausstraße / Burgmauer, des fragments de mur intégrés à la façade de l'armurerie ; un peu plus à l'ouest, un pan de mur autoportant avec une plaque commémorative ;

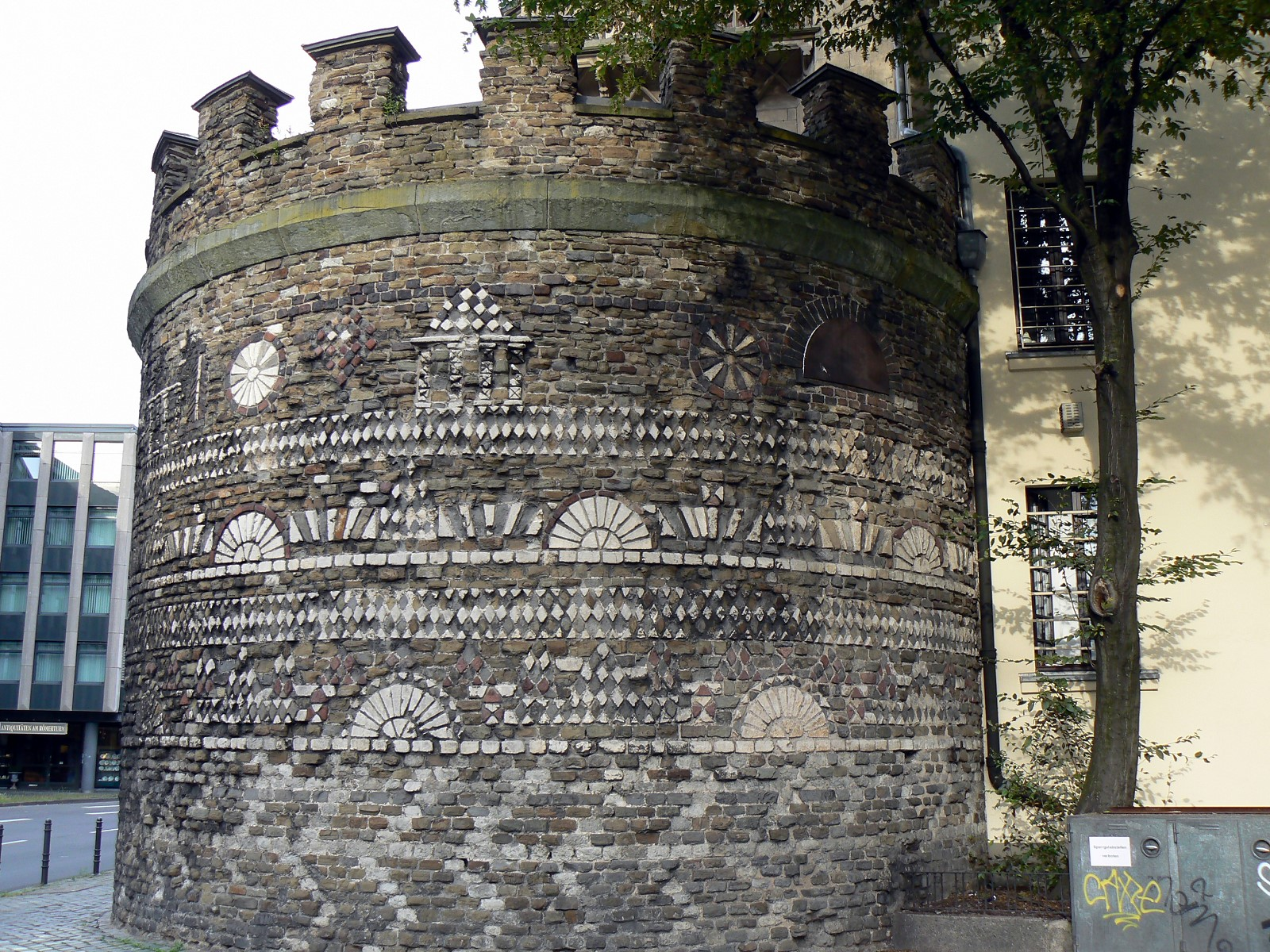
Tour 13, dite Römerturm, au coin nord-ouest de la CCAA.

- la tour 13, dite Römerturm, sur la Magnusstraße, partie la mieux conservée des fortifications de la ville romaine avec décoration ornementale de mosaïque en pierre naturelle. Son bon état de conservation est dû au fait qu'il servait de latrine dans un ancien couvent franciscain. Les créneaux ont été érigés en 1897 et ne correspondent pas aux créneaux romains qui étaient environ deux fois plus larges. C'est la tour d'angle nord-ouest des fortifications de la ville, qui à cet endroit oblique vers le sud ;
- ruines de la tour dite Helenenturm, à l'intersection Helenenstraße / St.-Apern-Straße ;
- derrière le chœur de l'église romane des Saints-Apôtres, le tracé du mur a été rendu reconnaissable par un pavé uni. Dans la façade de l'église elle-même, il y a une porte murée par laquelle on pouvait entrer dans l'église depuis le mur de la ville ;
- fragments de mur intégrés à la base d'un immeuble résidentiel de la Clemensstraße ;
- dans la zone d'un complexe résidentiel entre Mauritiussteinweg et Thieboldsgasse, il y a une section du mur et le plan d'étage d'une ancienne tour, identifiés par une marque de pavage ;
- fragment d'une tour de la porta Graecorum, à l'angle de Rothgerberbach. Ce sont les vestiges de la tour d'angle sud-ouest de la fortification romaine. Au niveau de cette tour, le tracé de la muraille de la ville s'incline vers l'est ;
- fragments de tour et de mur dans la zone Alte Mauer am Bach / Kaygasse, en porte-à-faux sur un immeuble de bureaux ;
- fragments de murs moins bien conservés dans la région de Mühlenbach ;
- l'ancien tracé de l'enceinte orientale de la ville est mis en valeur par des marquages au sol à côté de l'église de Klein St. Martin ;
- d'autres vestiges épars du mur est, les seuls subsistants, peuvent être trouvés dans la cave voûtée de la maison de vin Brungs[6], sur Marsplatz 3-5.

Le mur de la ville romaine est resté en usage jusqu'à l'expansion de la ville médiévale et la construction d'un nouveau mur plus étendu à partir de 1180.

### Monument des Ubiens (ou tour du Port)

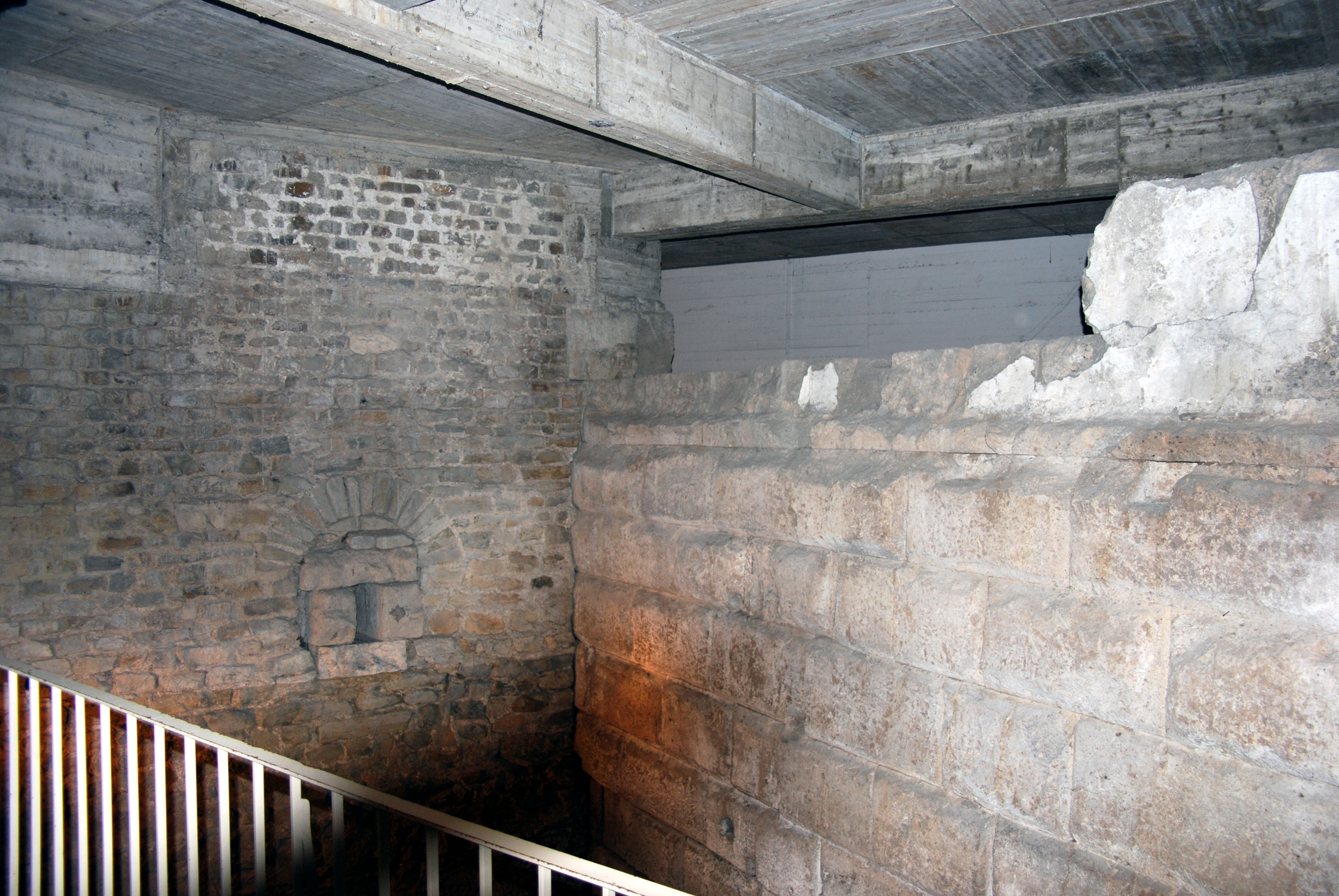
Mur nord du monument des Ubiens (à droite) et son raccordement à l'enceinte romaine.

Le soi-disant « monument des Ubiens » (Ubiermonument), également appelé « tour du Port » (Hafenturm) dans la littérature, est situé au coin de Mühlenbach et An der Malzmühle. Le monument, découvert en 1965-66, est le plus ancien édifice romain en pierre daté d'Allemagne. Cette structure est une tour de pierre presque carrée sur un socle de près de 115 m², dont le bord inférieur est à environ six mètres sous le niveau de la CCAA. Un socle de fondation composé de trois couches de blocs de tuf s'élève au-dessus de la plaque de fondation. La maçonnerie de tuf montante est encore haute de 6,50 m, avec jusqu'à neuf couches de cuboïdes. Dans le contexte de la masse de la structure, il était nécessaire de consolider le sous-sol de la Rheinaue. À cet effet, des piquets de chêne ont été enfoncés dans le sol. Les investigations dendrochronologiques ont montré que les arbres ont été abattus en l'an 4 apr. J.-C. Les découvertes archéologiques ont également montré que la tour avait déjà été détruite au moment de la construction des remparts de la ville. Le monument est donc nettement plus ancien que la CCAA et l'oppidum Ubiorum. Sa fonction n'est pas claire. Il pourrait faire partie des fortifications de la ville de l'oppidum ou d'une tour de guet contrôlant le port romain.
Le « monument des Ubiens » a été sauvegardé et peut être visité,,.

### Les rues

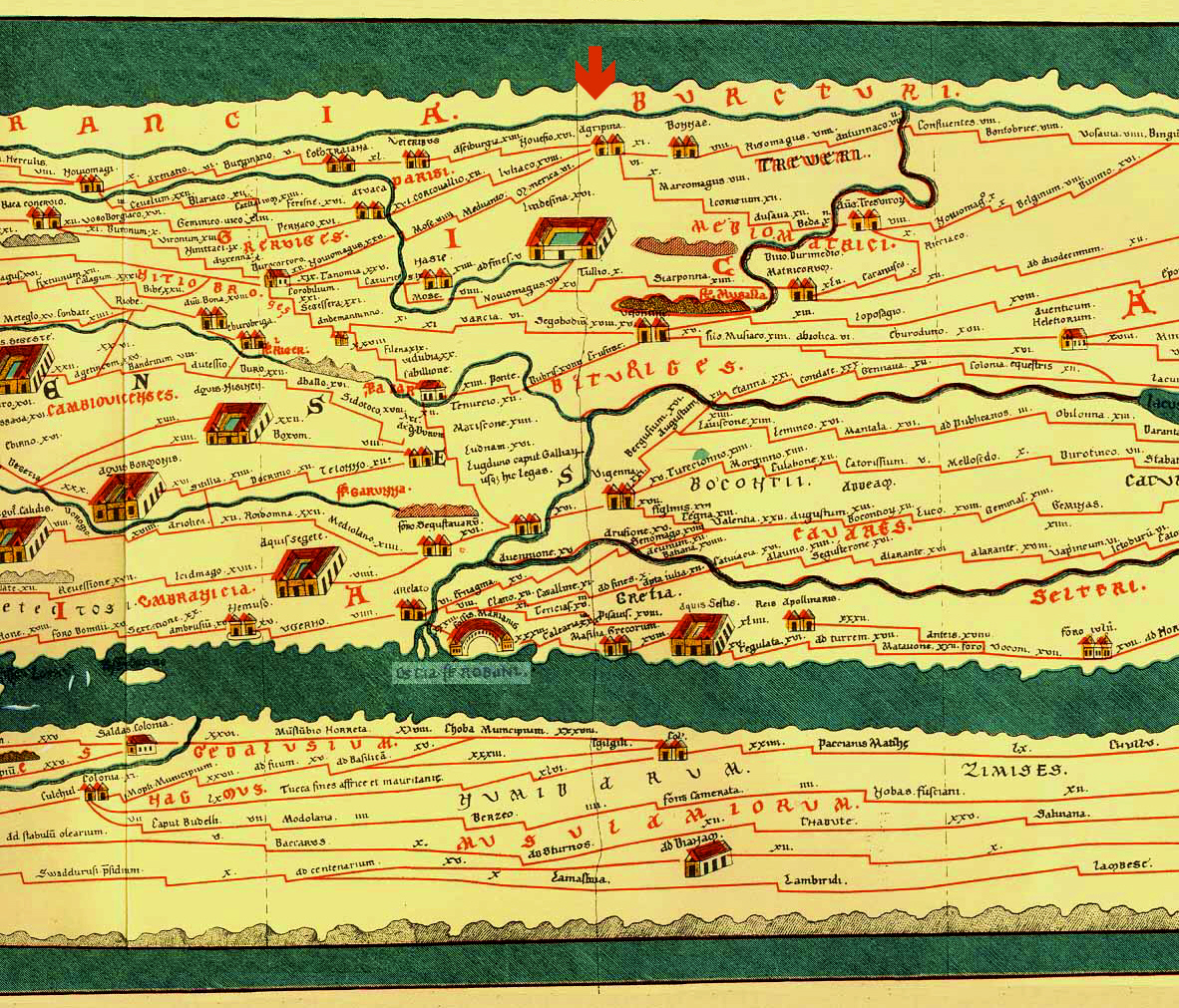
CCAA (notée Agrippina) dans le réseau routier romain (flèche en haut de l'image). Fac-similé de la Tabula Peutingeriana.

Les portes de la ville reliaient le réseau routier aux rues de la ville. Le quadrillage des rues romaines est encore visible dans le plan des rues de la Cologne actuelle : la Hohe Straße actuelle s'est développée à partir du cardo maximus et la Schildergasse à partir du decumanus maximus, tandis que l'Aachener Straße d'aujourd'hui suit essentiellement la Via Belgica, qui est une extension du decumanus maximus, venant de Jülich, Heerlen et Maastricht, et conduisant à Samarobriva (Amiens).
D'autres artères de l'époque romaine sont l'actuelle Severinstraße et, dans son parcours ultérieur, la Bonner Straße, qui conduisait par la Römische Rheintalstraße à Confluentes (Coblence) et Mogontiacum (Mayence), puis la Luxemburger Straße, qui traversait l'Eifel via Tolbiacum (Zülpich) et conduisait à Augusta Treverorum (Trèves) — aujourd'hui Agrippa-Straße Cologne-Trier — et la rue Eigelstein - Neusser Straße - Niehler Straße. Il s'agit de la Heerstraße (Rheintalstraße) le long du Rhin via Novaesium (Neuss) jusqu'à Colonia Ulpia Traiana (Xanten).
Le niveau de ces rues était bien inférieur à celui d'aujourd'hui. À ce jour, le cardo maximus se trouve sous la Hohe Straße à une profondeur d'environ 5,5 m. Lors de travaux sur des égouts en août 2004, le torse d'une figure de Vénus a été retrouvé dans les décombres de la rue romaine tardive.

### Prétoire

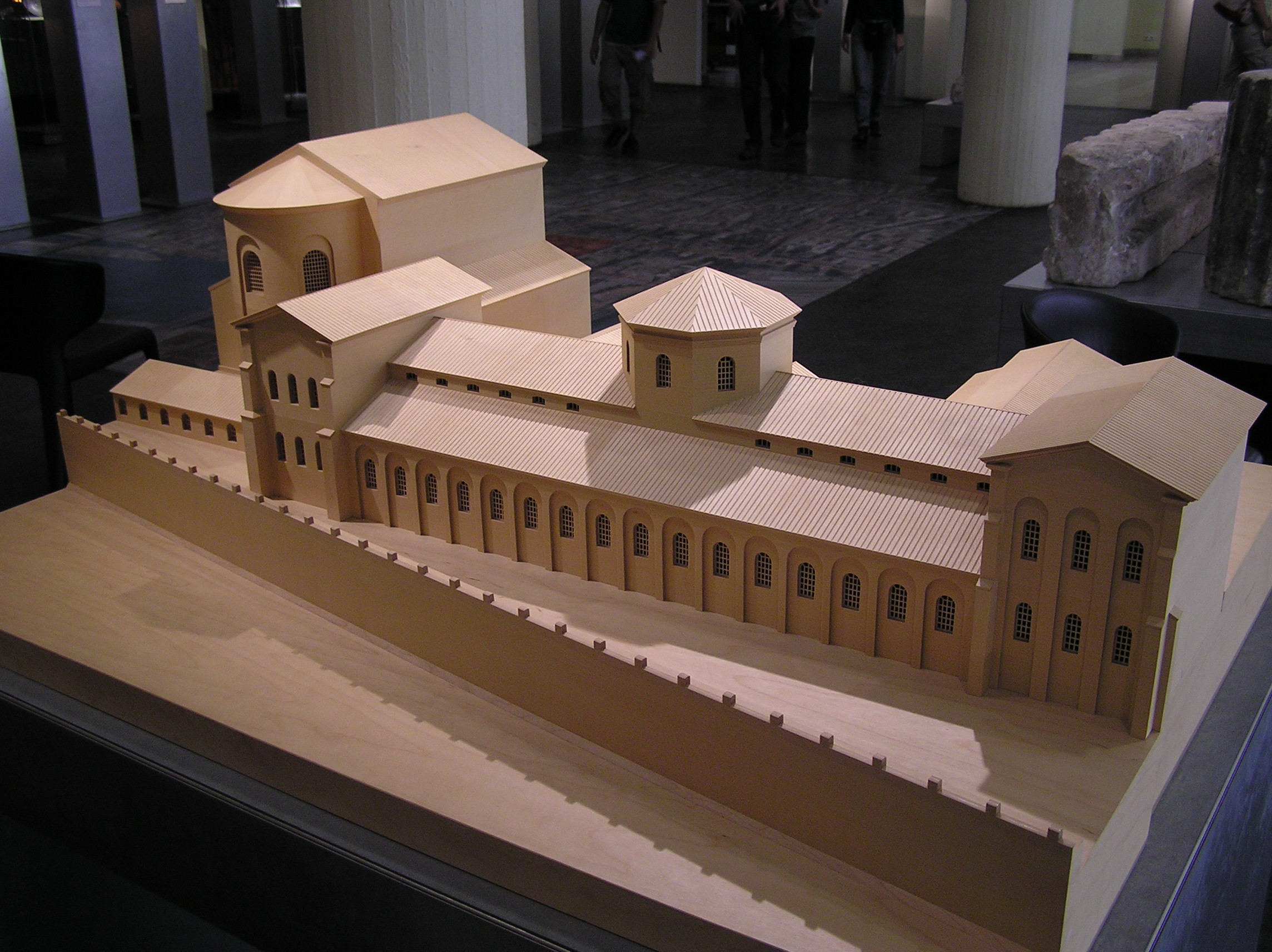
Maquette du prétoire, vu de l'est, depuis le Rhin.

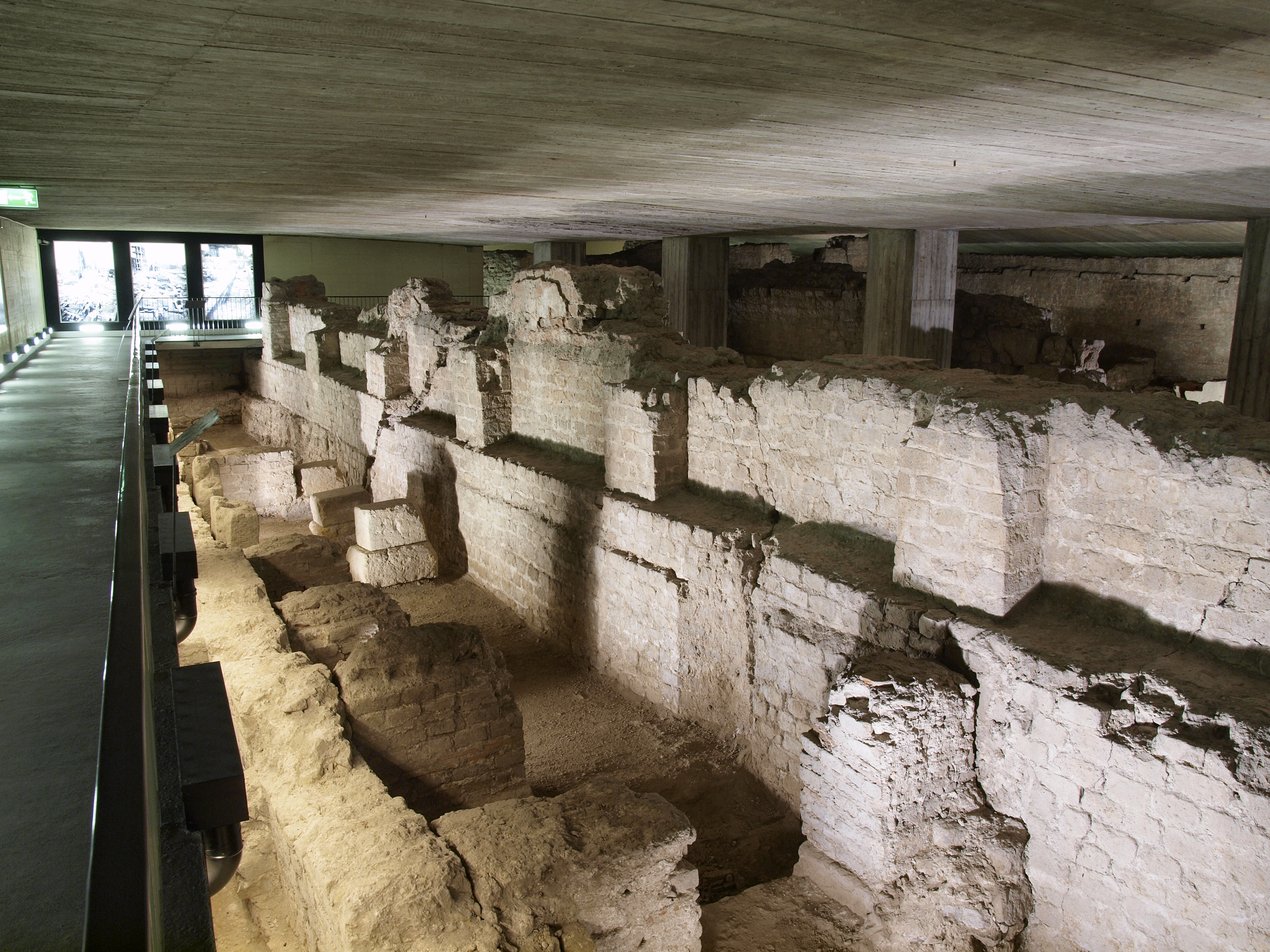
Fondations du prétoire, accessibles par la « zone archéologique du Musée juif » sous l'hôtel de ville.

Le prétoire servait de résidence et de siège officiel, ainsi que le bâtiment administratif du gouverneur de la province de Germanie inférieure. Le gouverneur combinait en sa personne le commandement suprême militaire de l'armée de la Germanie inférieure (exercitus Germaniae Inferioris) et le commandement suprême civil de la province. Son pouvoir civil englobait le pouvoir judiciaire, ainsi que l'exécutif et - dans le cadre régional - le pouvoir législatif. En tant que legatus Augusti pro praetore (« envoyé de l'empereur avec rang de préteur »), le gouverneur d'une province était toujours un ancien consul romain. Il n'était directement subordonné qu'à l'empereur. Pour faire face à ses tâches, il disposait d'un appareil administratif étendu, ainsi que d'une cohorte d'infanterie et d'une cavalerie d'aile qui lui étaient directement subordonnées.
Le prétoire de la CCAA était situé dans la ville antique, directement sur le mur oriental de la ville, au nord-est du quartier du forum. C'est le seul bâtiment administratif de ce type dans toute la zone de l'ancien Imperium Romanum, où le nom de praetorium en tant que tel a été transmis dans des inscriptions. Essentiellement, quatre phases de construction différentes pourraient être différenciées pour le bâtiment, qui a connu de nouvelles constructions et extensions répétées au cours de son histoire.
Les origines du prétoire peuvent remonter à l'an 14 de notre ère. La première structure pourrait être dérivée des principia du camp de la Legio XX ou du prétoire (au sens d'appartement du commandant) de Germanicus, qui séjourna à Cologne entre les années 13 et 17 apr. J.-C. De cette époque, on peut prouver deux murs en trachyte d'une longueur de 148 et 173 m parallèles à une distance de 4,20 mètres. La façade donnant sur le Rhin était divisée par des pilastres. Un peu au sud de celle-ci, l'abside, d'environ huit mètres de diamètre, a été fouillée dans une partie de l'édifice qui ne peut être précisée.
Une seconde phase de construction peut éventuellement être attribuée à l'époque postérieure aux événements de 69-70. Au nord du premier établissement, le bâtiment à abside (Konchenbau) a été construit avec ses dépendances. Les longs murs parallèles du bâtiment le plus ancien ont été divisés en de nombreuses pièces plus petites en installant des cloisons de séparation. D'autres parties du bâtiment - certaines avec des hypocaustes - ont été ajoutées à la zone située entre le prétoire et le mur de la ville, en plus de la « maison des remparts », qui était reliée au complexe principal du prétoire par un portique.

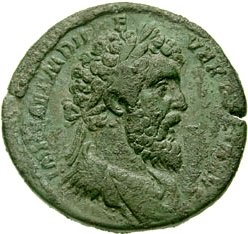
Monnaie à l’effigie de Didius Julianus

La troisième phase de construction comprend la démolition et la reconstruction programmées de grandes parties du palais de l'administration. Les rénovations à grande échelle ont probablement été effectuées sous le gouvernement du futur « empereur des enchères » Didius Julianus, qui, après son consulat en 175, résida à Cologne en tant que gouverneur de la Germanie inférieure à partir d'environ 180. Une inscription de bâtiment de Commode, dans laquelle est mentionné Didius Julianus, permet de dater presque exactement la date de la rénovation des années 184/185. De l'ancien lotissement, seule la « maison des remparts » et le portique associé ont été conservés. Un grand bâtiment de galerie a été créé, auquel divers composants plus petits ont été connectés au nord. Au sud, le bâtiment à abside de la phase I a été remplacé par une grande structure de halle, la présumée Aula Regia ou auditorium du palais, dont l'abside mesurait environ 15 m de diamètre. Au total, le prétoire dans cette phase de construction s'étendait sur une superficie de quatre insulae et a donc dû occuper près de 40 000 m².
À un moment inexpliqué, le prétoire a été détruit par un incendie dévastateur. La découverte d'une pièce de monnaie de Constantin, qui se trouvait dans les décombres et a été frappée entre 309 et 313, indique que la première tranche de la troisième phase de construction a pu durer 125 ans. Après cela, la destruction et la reconstruction ont eu lieu au plus tôt dans la deuxième décennie du IVe siècle. Un témoignage écrit mentionnant le prétoire n'est à nouveau disponible que pour l'année 355 par Ammien Marcellin. Lorsque Cologne a été conquise par les Francs cette année-là, le prétoire a également été touché et peut-être complètement détruit.

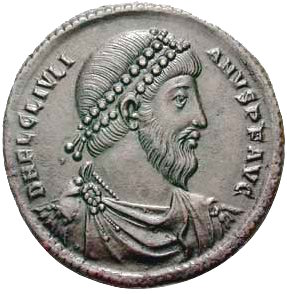
Monnaie à l’effigie de l’empereur Julien

Le moment de la reconstruction et donc de la quatrième et dernière phase de construction du prétoire ne peut être défini avec précision. Il a peut-être commencé immédiatement après la libération de Cologne des Francs par l'empereur Julien en 356. Après une interruption, la construction s'est poursuivie dans le dernier quart du IVe siècle et s'est finalement achevée dans la dernière décennie du siècle. Des parties les plus anciennes du bâtiment, seules sont restées les parties sud du bâtiment du portique et l’Aula Regia. Le nouveau bâtiment principal se composait initialement d'une grande salle rectangulaire avec le supposé portique donnant sur le Rhin. Aux extrémités nord et sud du bâtiment central, deux salles à abside ont été construites avec des arcs de dix mètres de large orientés vers l'ouest. Dans une phase ultérieure de l'agrandissement, une structure octogonale avec un intérieur circulaire d'un diamètre de 11,30 m a été installée au centre du bâtiment principal. Le bâtiment octogonal divisait le bâtiment central en deux halles d'environ 250 m² chacune.
Lors de la construction du nouvel hôtel de ville en 1953, la zone du prétoire a été en grande partie fouillée et archéologiquement examinée. Les vestiges en pierre des différentes phases de construction ont été conservés et peuvent être observés sous le « bâtiment espagnol » de l’hôtel de ville,.

### Forum
Comme dans toutes les grandes villes romaines, le centre de la CCAA, à l'intersection du cardo et du decumanus maximus, était le quartier du forum. L'ensemble de la zone du forum de l'ancienne Cologne couvrait probablement six insulae (blocs d'habitations). Dans la zone des deux insulae occidentales, la place était fermée par un grand anneau souterrain (cryptoportique), d'un diamètre extérieur d'environ 135 m. Le sanctuaire de la ville, l'autel des Ubiens (Ara Ubiorum), se trouvait vraisemblablement dans cette structure souterraine. Au-dessus du cryptoportique, sur l'ancien niveau des rues, il y avait probablement un portique (porticus), édifice à colonnade correspondant aux dimensions de la place du forum, qui occupait probablement l'espace de quatre insulae, dont deux à l'ouest et deux à l'est du cardo maximus.
Dans le paysage urbain moderne de Cologne, rien n'émerge de ces vestiges de l'Antiquité. Même les rues modernes ne correspondent pas à celles qui délimitaient le quartier du forum dans l'ancienne Cologne. La zone approximative doit être recherchée à l'intersection de Hohe Straße/Gürzenichstraße, puis plus à l'est en direction de Schildergasse. Au sous-sol du grand magasin « Schildergasse », à l'angle de la Herzogstraße, un bloc du mur du forum est conservé et accessible au public,,.

### Amphithéâtre

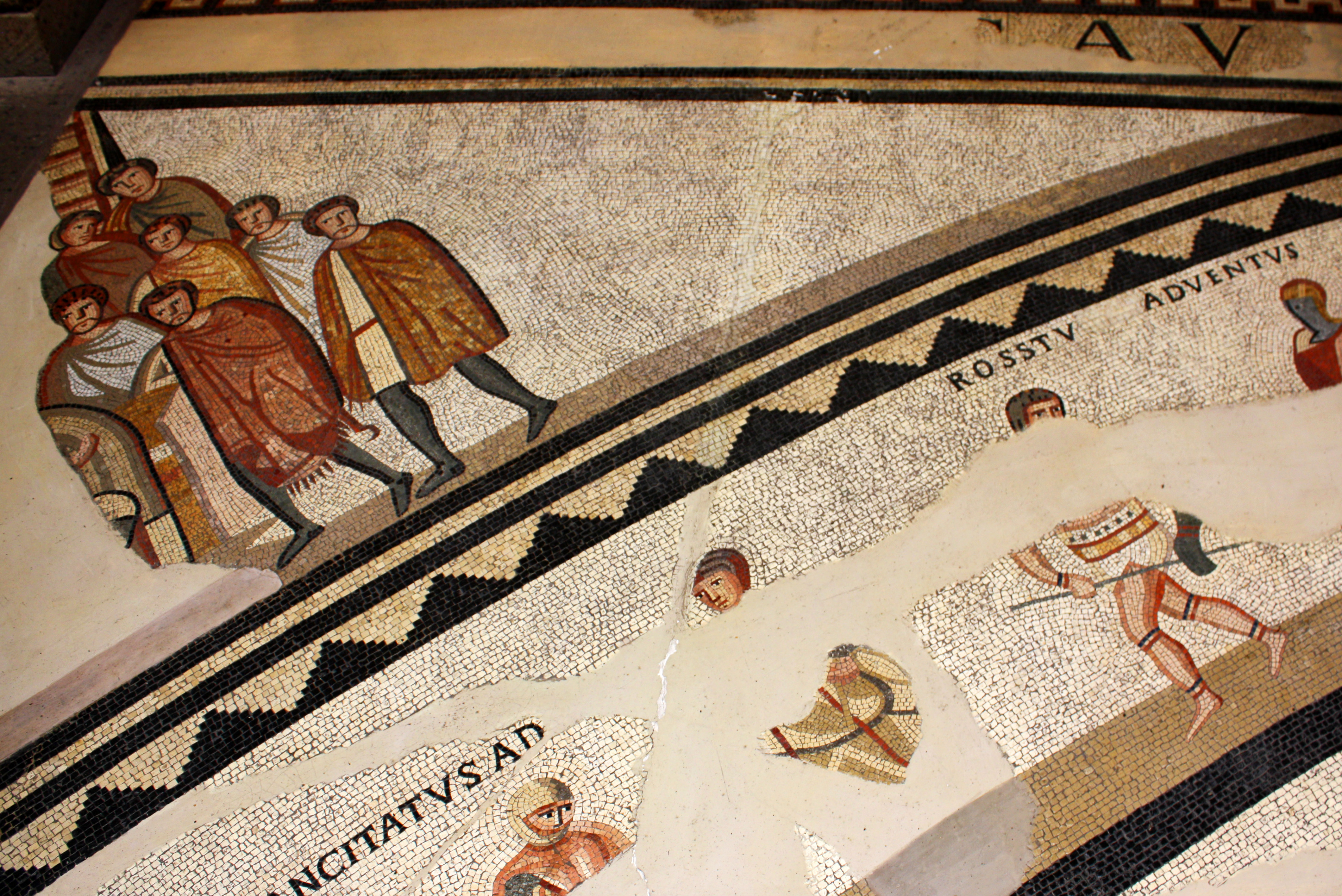
Mosaïque de gladiateurs des IIe/IIIe siècles (lieu de découverte : Lungengasse)

Même si les preuves archéologiques directes sur la base des découvertes pertinentes sont toujours en attente, l'existence d'au moins un amphithéâtre dans la LACC peut être supposée certaine. Des découvertes individuelles du paysage urbain prouvent épigraphiquement l'existence d'un vivarium ou la capture de 50 ours, qui servaient probablement à des spectacles de chasse. Ces inscriptions sont liées à des dédicaces à Diane Némésis, qui était considérée comme la déesse protectrice des gladiateurs. L'image est complétée par les découvertes de deux pierres d'inscription de Deutz et du cimetière sud, qui ont été faites dans les années 1950. La première pierre est encore une pierre de consécration pour Diana Nemesis, la seconde est la pierre tombale d'un instructeur des gladiateurs. L'inscription se lit comme suit :
D(is) M(anibus)
Ger(manio?) Victo-
ri doct(ori) gl(adiatorum)
[–––] pater
[et] Cl[–––]lu[–]
coniu{u}x
La tombe est donc dédiée aux dieux Manes (Dis Manibus) d'un « docteur » (instructeur) des gladiateurs du nom de Germanius Victor.
Une autre pierre tombale de deux gladiateurs, qui peut être datée de la première moitié du Ier siècle, a été découverte dans ce contexte. La partie inférieure de la pierre montre deux gladiateurs en position de combat, avec des vêtements et un équipement typiques.
D'autre part, la cartographie des découvertes individuelles directement liées aux pièces de théâtre (y compris les représentations picturales pertinentes dans les mosaïques ou sur la vaisselle) suggère un amphithéâtre très probablement dans la périphérie nord de la CCAA.

Motifs de gladiateurs au Musée romain-germanique de Cologne
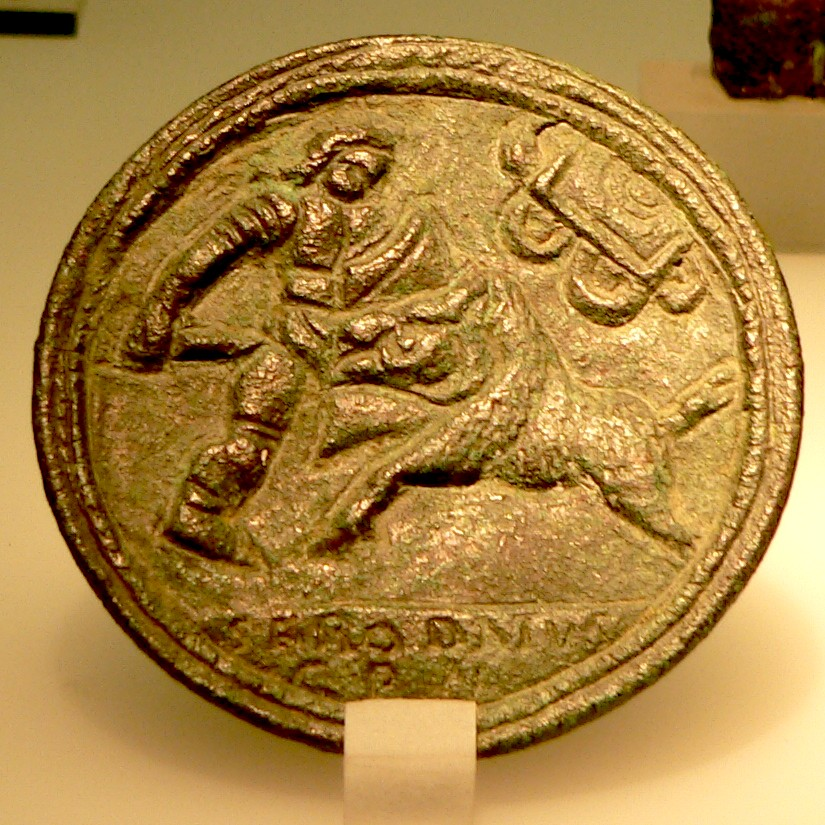
Médaillon en bronze représentant le combat d'un gladiateur contre un sanglier
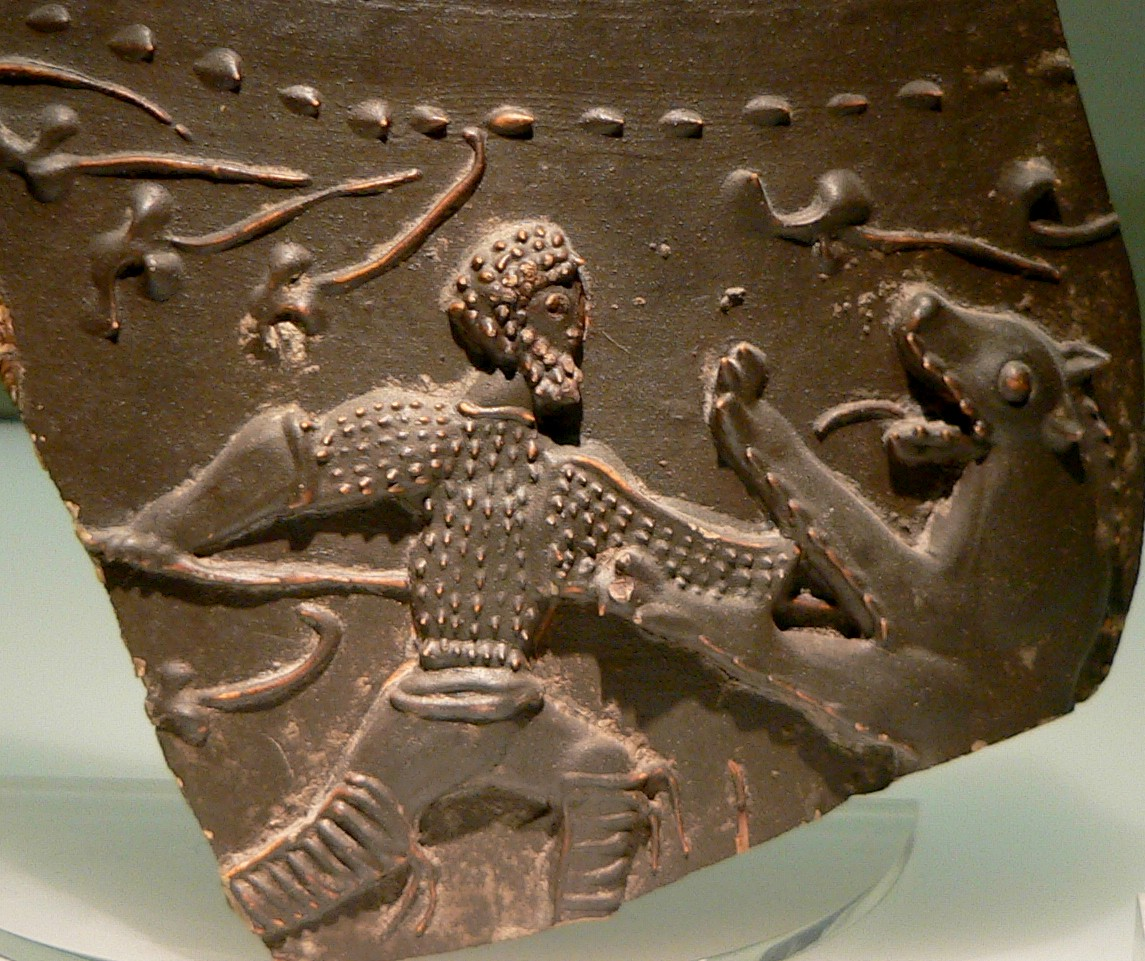
Velationes combattant un ours
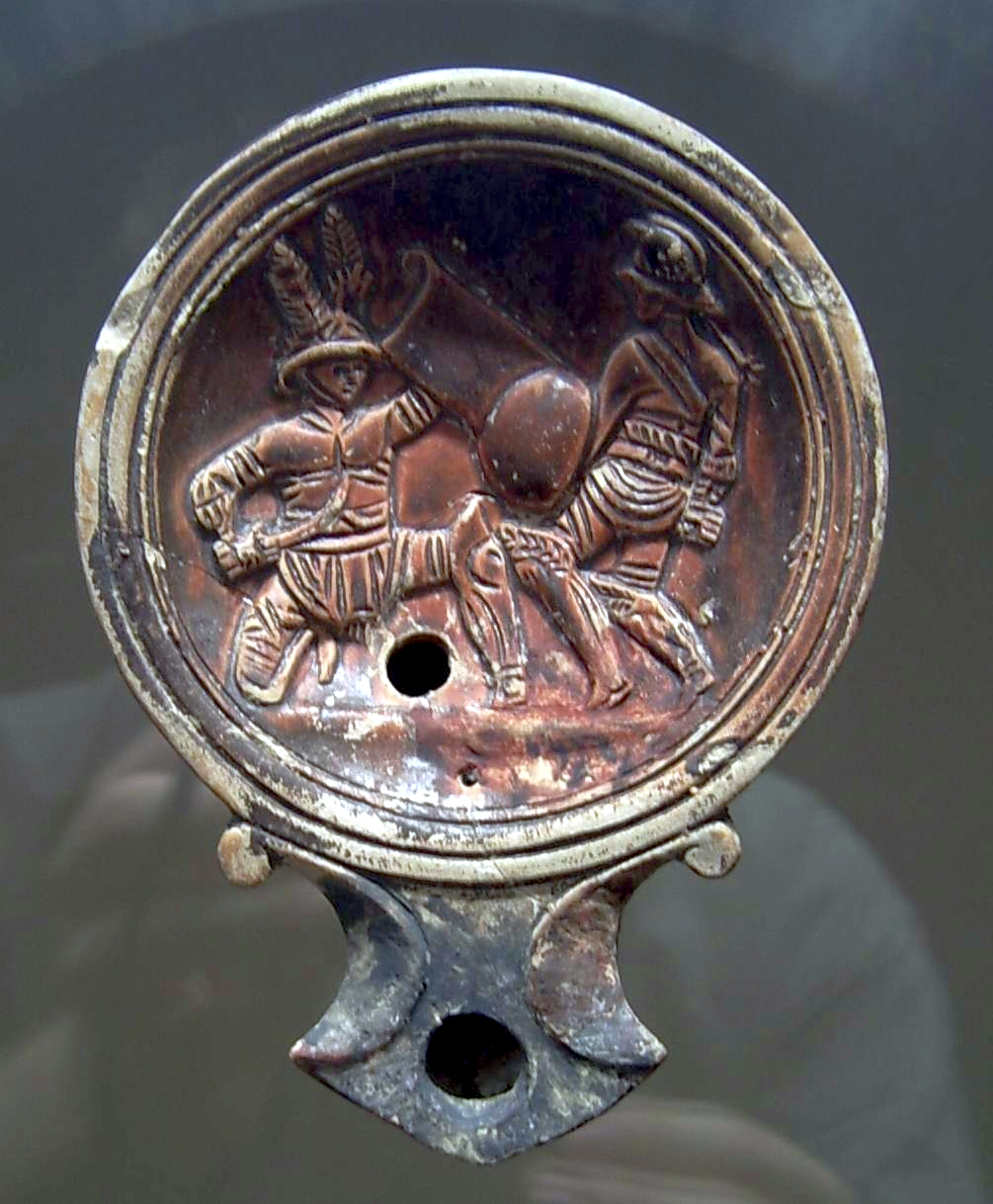
Lampe à huile représentant deux gladiateurs combattant
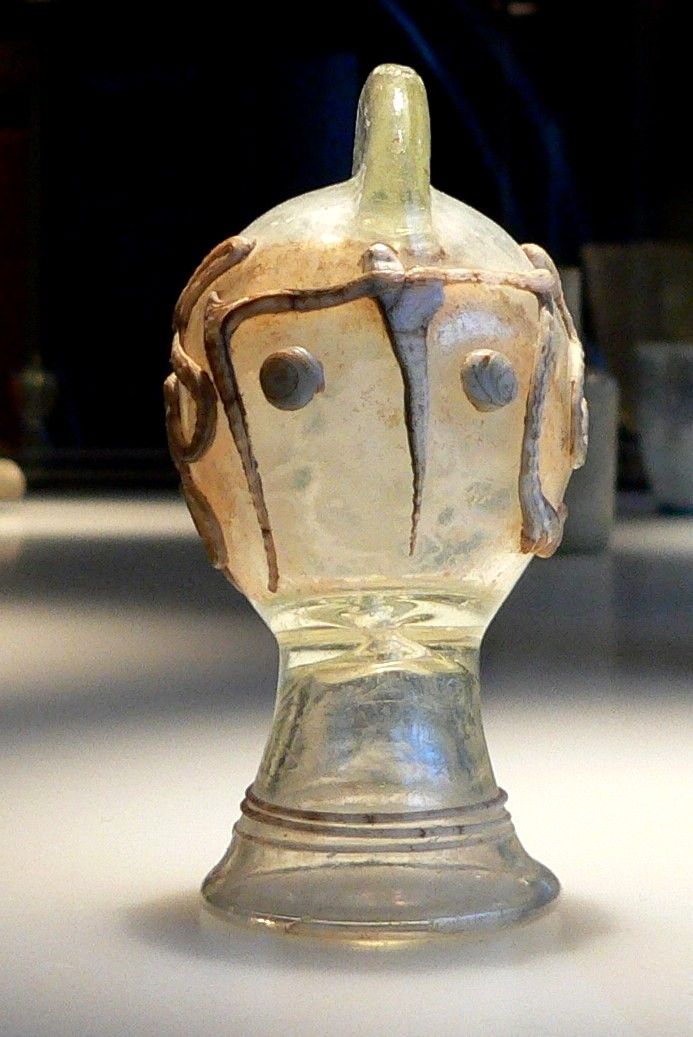
Flacon compte-gouttes en forme de casque de gladiateur

### Temples et églises paléochrétiennes

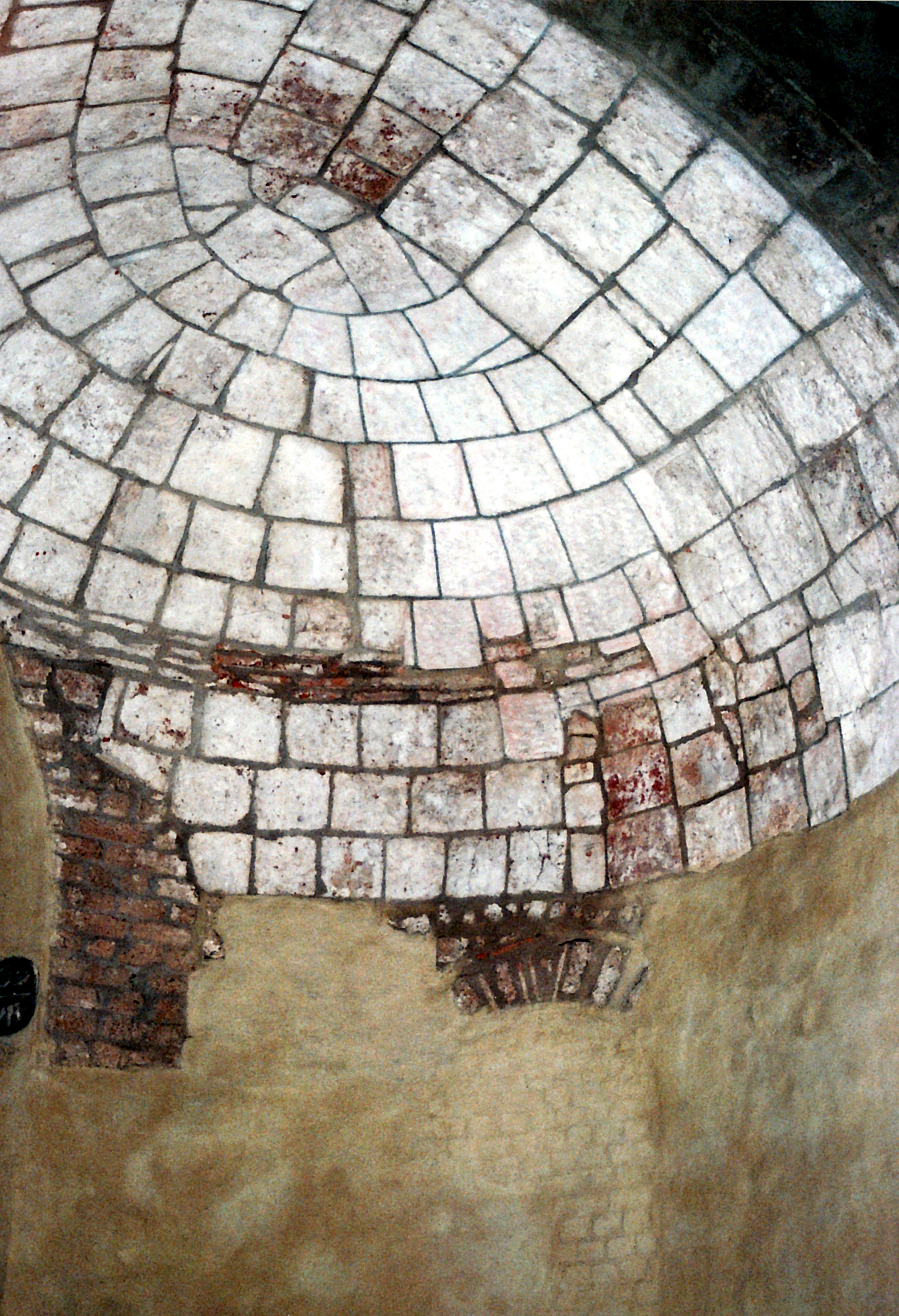
Saint-Géréon : l'une des absides sud du bâtiment central, de l'Antiquité tardive.

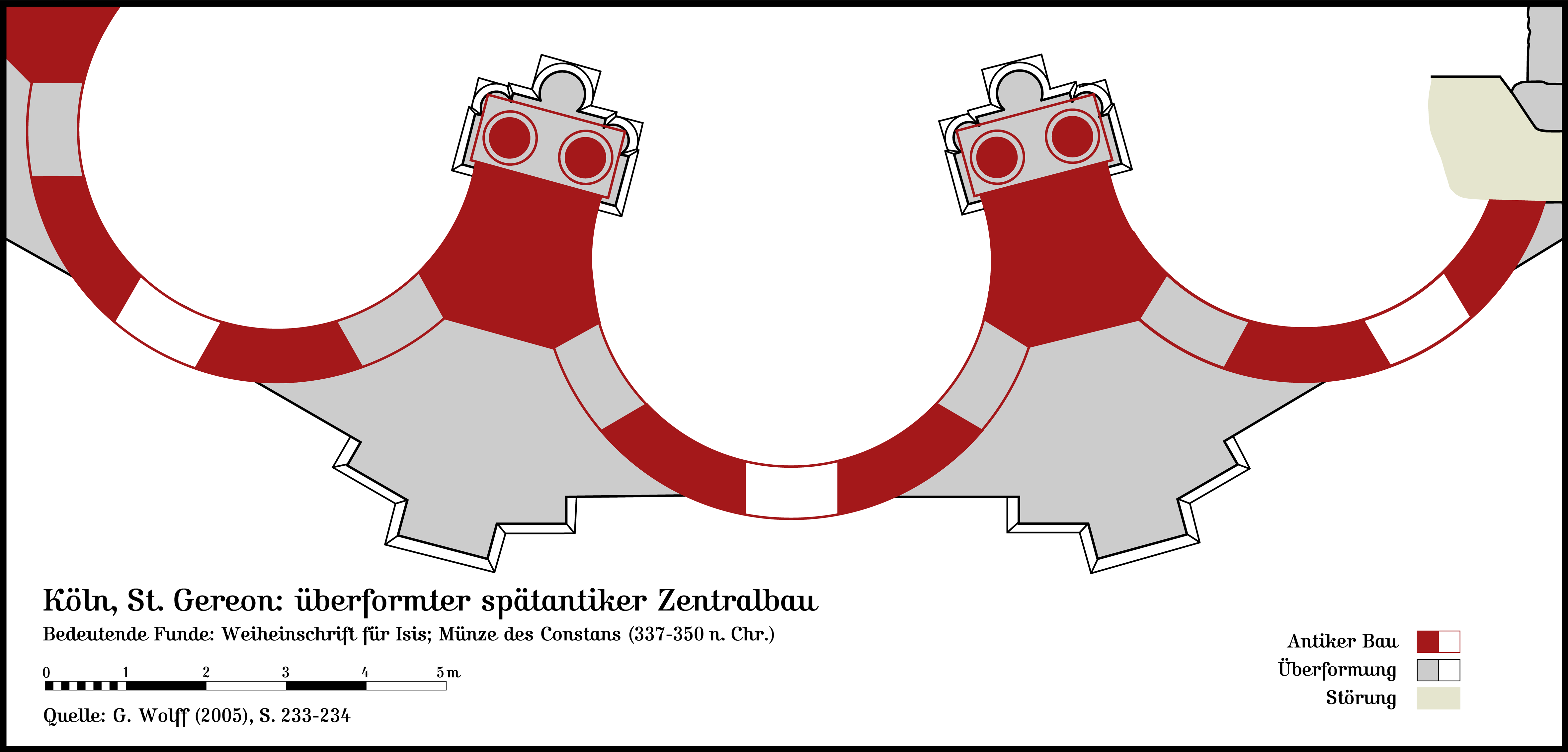
Saint-Géréon : bâtiment central de l'Antiquité tardive remanié, atteignant encore 16,50 m de haut.

Suivant le modèle urbain romain, la CCAA comptait aussi un temple du Capitole, consacré aux dieux Jupiter, Junon et Minerve, qui a laissé place à l'église Sainte-Marie au Capitole, construite au XIe siècle. Cet ensemble est situé dans le sud la vieille ville, à Marienplatz.
Un temple de Mars nous est également parvenu. Les noms de rues Marspfortengasse, Obenmarspforten et Marsplatz indiquent encore son ancien emplacement. Devant l'entrée réelle du temple de Mars s'élevait une arche, la porta Martis. Il fallait la traverser pour atteindre le temple : de là vient le nom de Marspfortengasse. Le temple lui-même se trouvait probablement à l'emplacement du musée Wallraf-Richartz d'aujourd'hui. Selon la tradition, une épée de Jules César aurait été conservée dans ce temple, qu'il aurait laissée après sa bataille contre les Éburons.
Parmi les bâtiments de l'Antiquité tardive, il faut mentionner un bâtiment central d'utilisation inconnue devant l'angle nord-ouest du mur de la ville, dont le noyau polygonal à huit absides en forme de fer à cheval a été transformé pour la construction de l'actuelle basilique Saint-Géréon. La partie de construction romaine atteint encore jusqu'à 16,50 m de haut, faisant de ce monument l'un des édifices romains les mieux conservés de Cologne à son emplacement d'origine.
L'existence d'une zone de culte paléochrétien à Cologne est transmise par Ammien Marcellin pour l'année 355. On ne sait pas où se trouvait cette salle de culte. En tant qu'évêché - le premier évêque nommément connu étant Maternus - une église devait déjà exister à Cologne auparavant. Les bâtiments d'église dans le secteur de la cathédrale sont documentés depuis le début du Moyen Âge, mais la continuité d'une église épiscopale à ce stade depuis l'Antiquité tardive ne peut être exclue.

### Bâtiments résidentiels

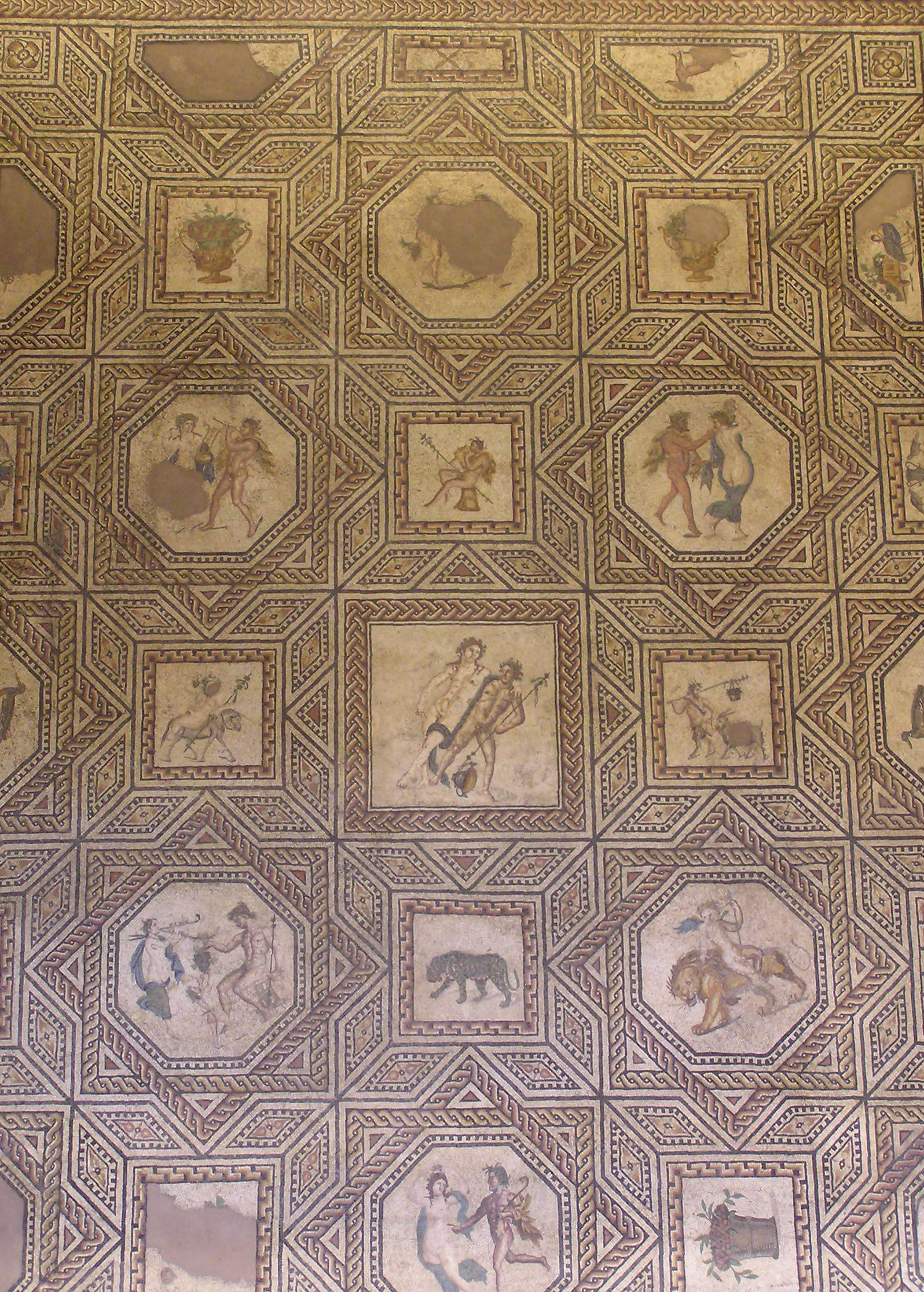
Mosaïque de Dionysos, détail, environ 220/230. Musée romain-germanique.

En raison des réaménagements de la ville, on sait peu de choses sur les anciens lotissements. Néanmoins, plus de 36 immeubles résidentiels aux sols en mosaïque ont été localisés. Deux insulae ont été fouillées en grande partie au sud de la cathédrale. La maison de la mosaïque de Dionysos, intégrée au Musée romain-germanique, se trouvait sur le front du Rhin. Il y avait là un grand péristyle avec des quartiers d'habitation tout autour, des pièces avec des sols en mosaïque et de nombreux magasins du côté du Rhin.

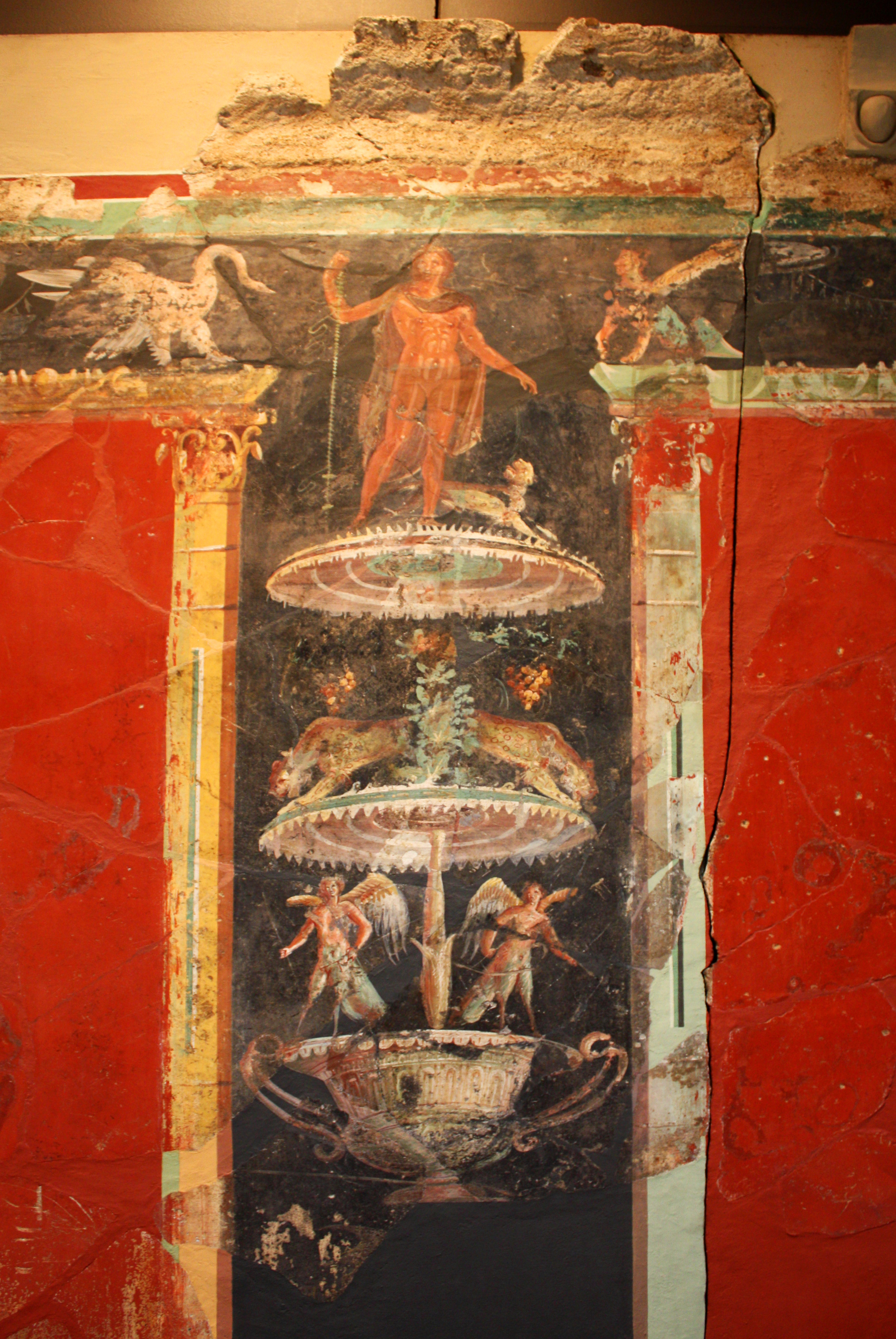
Peinture murale de l'insula H/1, salle 1434.

Une deuxième maison dans cette insula, moins clairement conservée dans son plan, disposait d'un atrium. Il y avait aussi un mithraeum dans une autre maison. Cette insula avait des arcades donnant sur la rue.
Une seconde insula était à l'ouest de la première. Un développement résidentiel dense a pu être constaté, mais le caractère des maisons individuelles reste flou en raison des rénovations constantes. Les vestiges d'un mur de candélabres bien conservé du Ier siècle après J.-C. sont particulièrement remarquables (voir : peinture murale de l'insula H/1, salle 1434). Une maison à l'ouest de la ville sur la Gertrudenstraße était également relativement bien conservée, avec ses peintures murales. Un autre péristyle a été trouvé avec des quartiers d'habitation autour.

### Ingénierie hydraulique

#### Approvisionnement en eau
Du Ier au IIIe siècle, la ville du Rhin était alimentée en eau potable par un conduite d'eau venant de l'Eifel. D'une longueur d'environ 95 km, c'était l'un des plus longs aqueducs de l'Empire romain et le plus long connu au nord des Alpes. Il n'est documenté qu'archéologiquement, tout comme les aqueducs précédents construits à partir d'environ 30 apr. J.-C.,.

#### Évacuation de l'eau

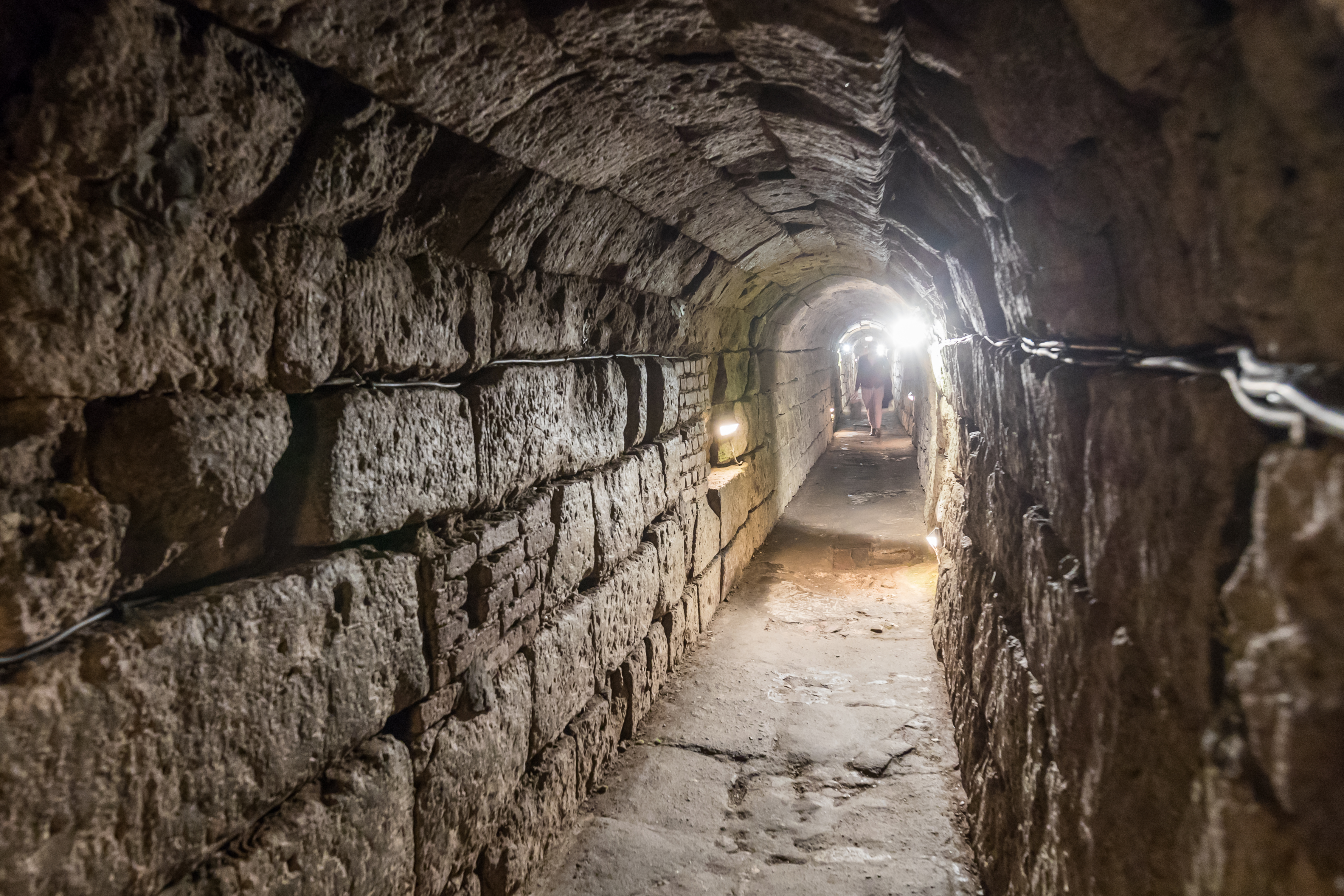
Égout romain sous Cologne

Il y avait des canalisations souterraines à Cologne pour l'évacuation des eaux usées. Les eaux usées ont été rejetées sans traitement dans le Rhin. Une section plus longue des conduites d'égout a été rendue accessible et est accessible depuis le prétoire.

#### Thermes
Les thermes de Cologne ont été prouvés au début des années 1950 par les fouilles du Musée romain-germanique autour de St.-Cäcilien. Des observations plus précises n'ont pu être faites qu'en 2007 lors des travaux de construction du complexe de bureaux Cäcilium à l'angle de Cäcilien- et Leonard-Tietz-Straße. Les fondations d'un bâtiment rond d'une largeur extérieure de 18 mètres en opus caementicium, probablement des IIe/IIIe siècles, ont été mises au jour sur 1,20 m de large et jusqu'à 1,70 mètre de haut. L'installation est à peu près de la taille d'une installation de bain impériale à Baïes. Des vestiges d'hypocauste sont encore visibles des deux côtés. Les vestiges sont couverts d'une dalle de 400 m². Il y avait aussi des thermes dans le quartier de Saint-Pierre / Musée Schnütgen,.

### Pont sur le Rhin

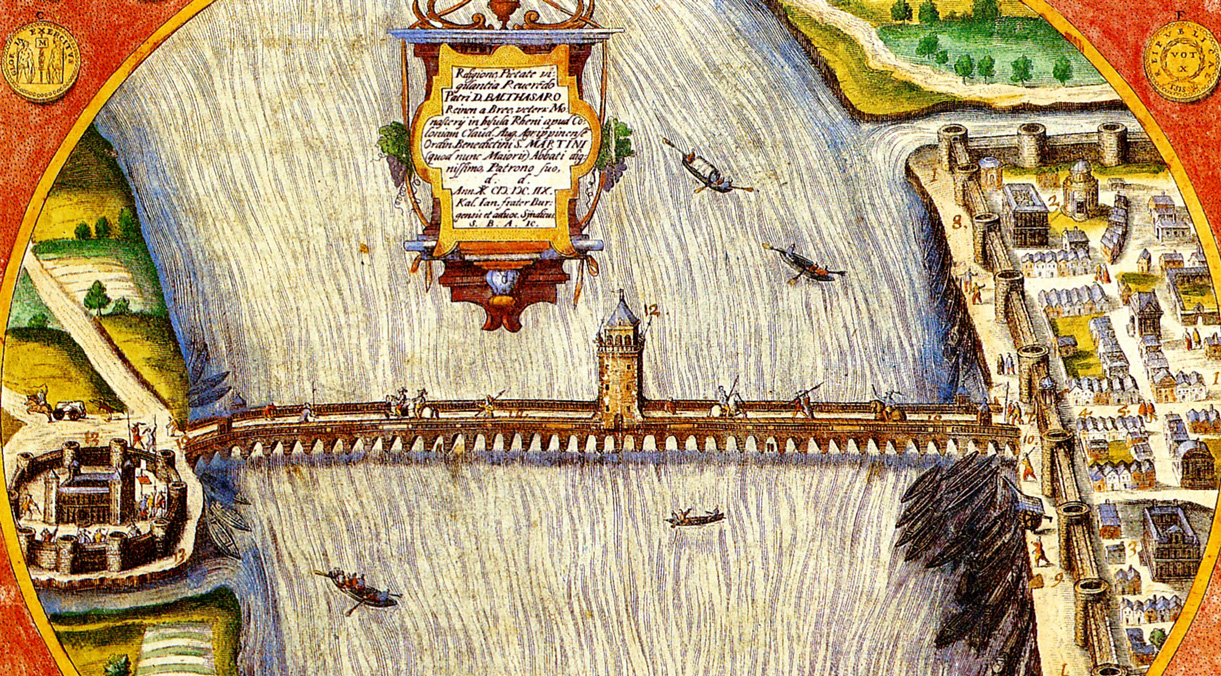
L'empereur Constantin a relié Cologne et Deutz par un premier pont permanent.

Le premier pont permanent sur le Rhin a probablement été construit en 310, sous l'empereur Constantin. Le pont romain reliait la cité au fort de Divitia. établi sur la rive droite du Rhin (dans le quartier actuel de Deutz), qui pouvait abriter un millier d'hommes.
Le pont enjambait le fleuve sur une longueur d'environ 420 m. Au total, quinze piles de pont portaient la chaussée d'une largeur d'environ dix mètres à des intervalles irréguliers. Le pont a peut-être encore été utilisé au haut Moyen Âge, jusqu'à une date inconnue. Selon la tradition, l'archevêque Bruno Ier (953-965) l'a fait démolir comme mesure préventive contre les raids nocturnes sur la Cologne médiévale. Ensuite, il a fallu attendre 1822 pour que la ville soit de nouveau reliée à Deutz par un pont.